# Biserica de lemn din Seliștea, Mehedinți

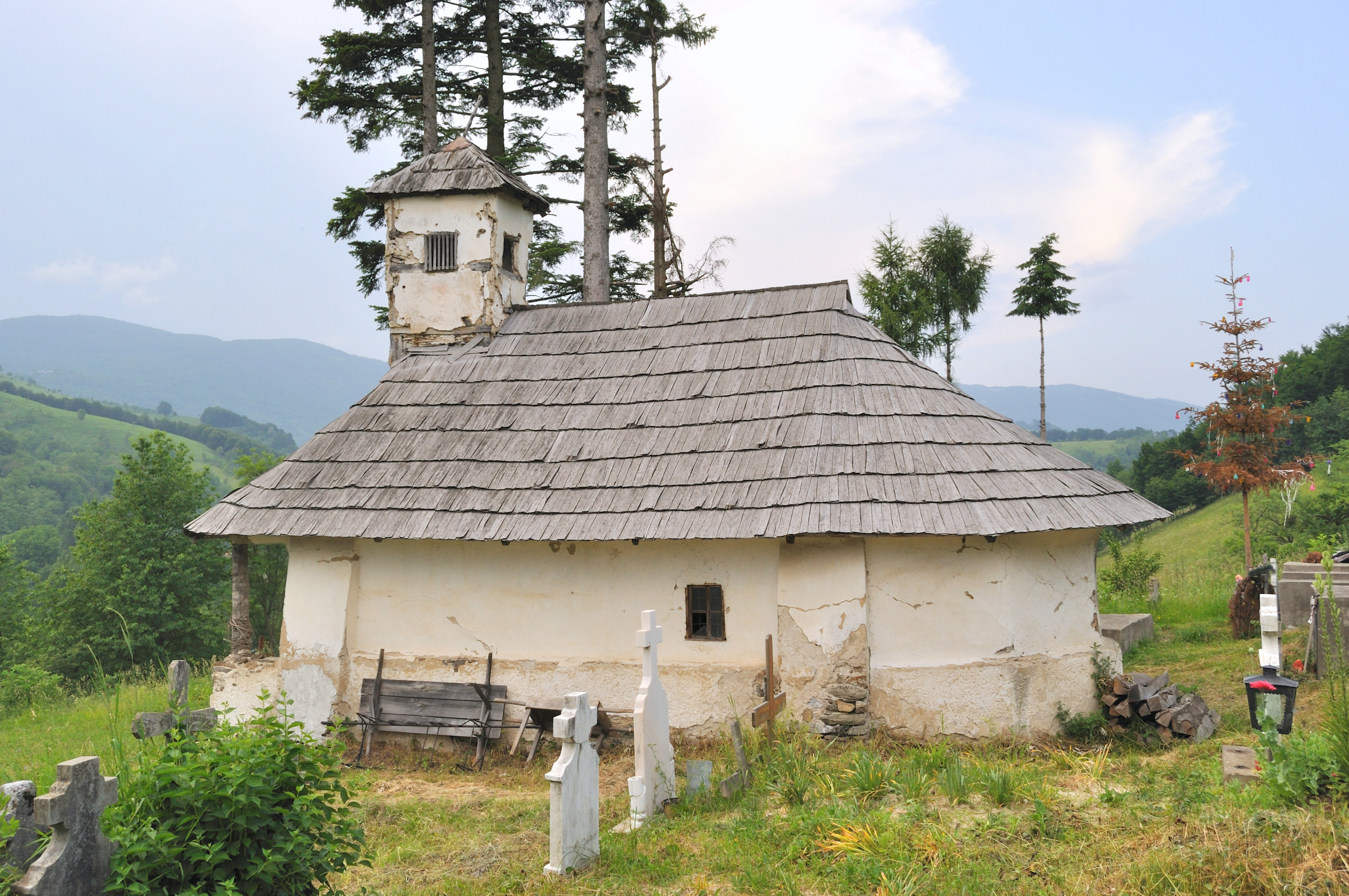
Biserica de lemn „Sfântul Nicolae” din Seliștea, judeţul Mehedinţi, foto: iunie 2010.

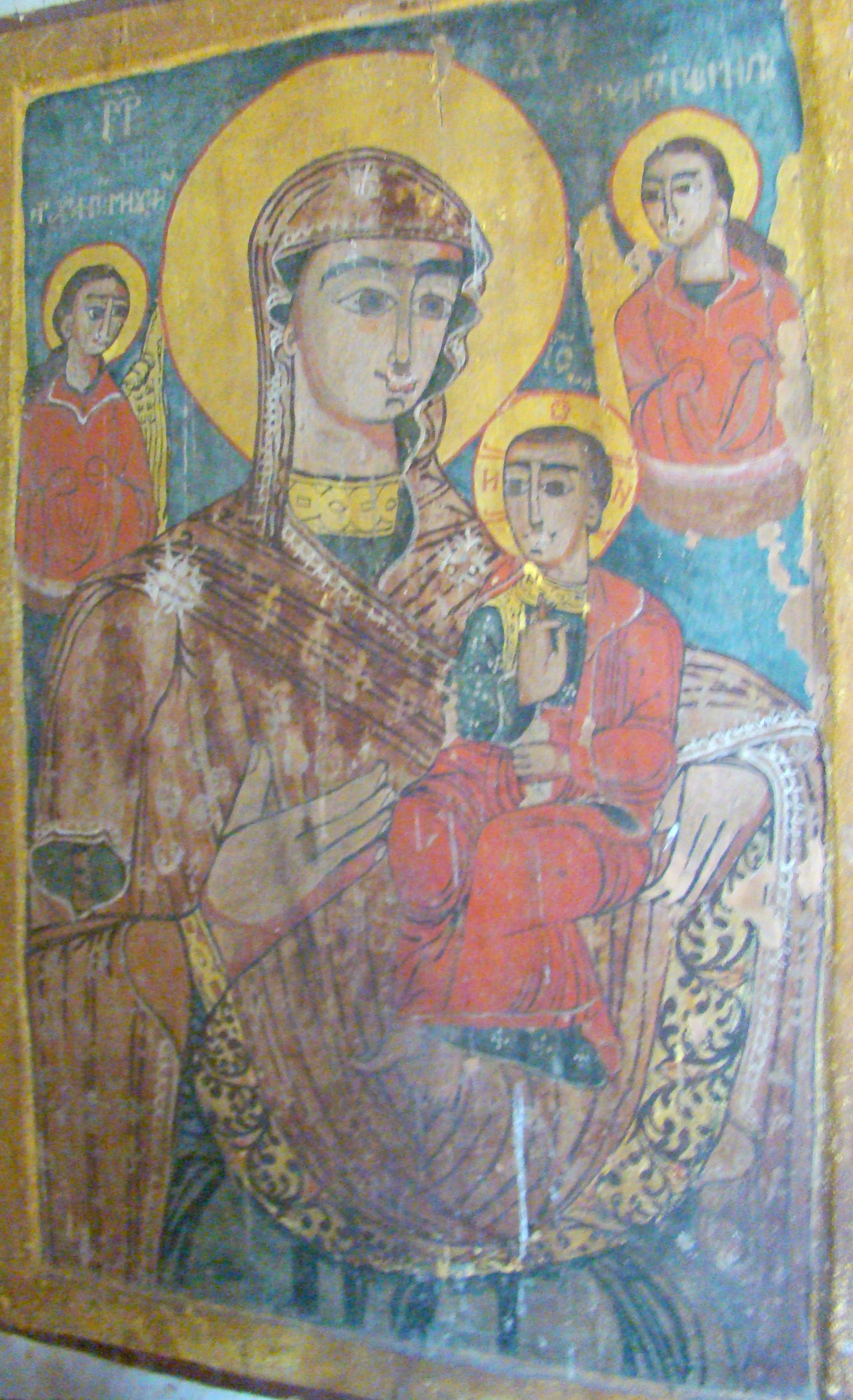
Icoană împărătească „Maica Domnului cu Pruncul”

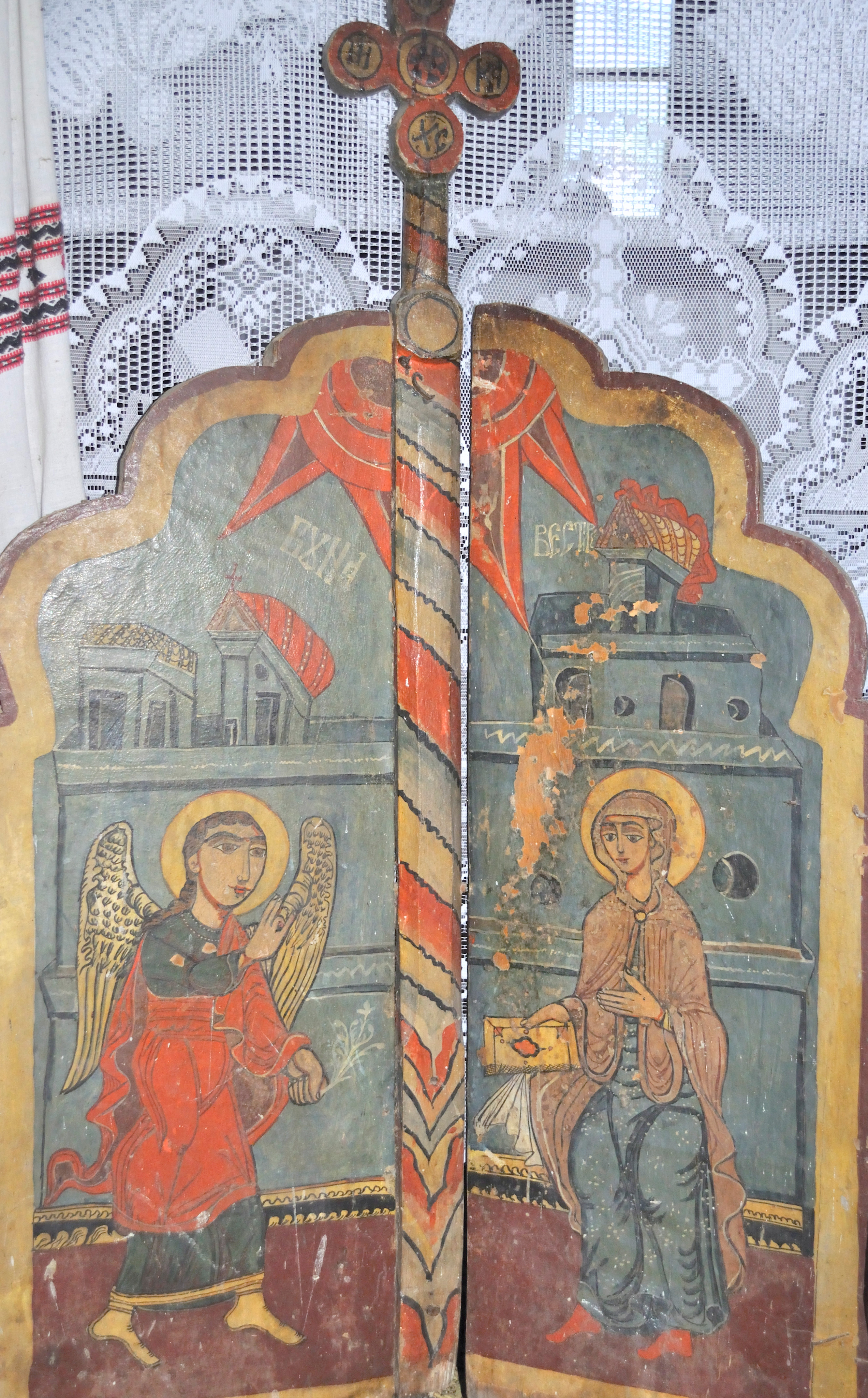
Uşile împărăteşti, detaliu „Buna Vestire”

Biserica de lemn din Seliștea, comuna Isverna, județul Mehedinți, a fost construită în 1820 . Are hramul „Sfântul Nicolae”. Biserica se află pe noua listă a monumentelor istorice sub codul LMI:  MH-II-m-B-10401.

## Istoric și trăsături
Biserica datează din anul 1820 și îl are ca ctitor pe popa Ștefan, fiul preotului Constantin Poernianul din Isverna. A fost ridicată pe locul unei biserici mai vechi, construită în anul 1794 de Ioan Frătescu și frații săi, cu hramul „Sfinții Îngeri”.
Este construită din lemn, cu tencuială de mortar care datează din 1835, la fel ca și icoanele împărătești. Forma bisericii este de tip navă, cu turlă clopotniță și cu pridvor sprijinit pe stâlpi de lemn îmbrăcați în tencuială. Este acoperită cu șiță.
Inscripții: ,la Proscomidie pomelnicul popii Nicolae Sălișteanu: Nicolae ereu (preot), Maria erita (preoteasă), Maria, Gheorghe...”. Pe icoanele Sfânta Paraschiva și Sfântul Gheorghe se află inscripția de donatori „Ștefan, Călina, Mihuța, Stana”.

## Imagini exterior

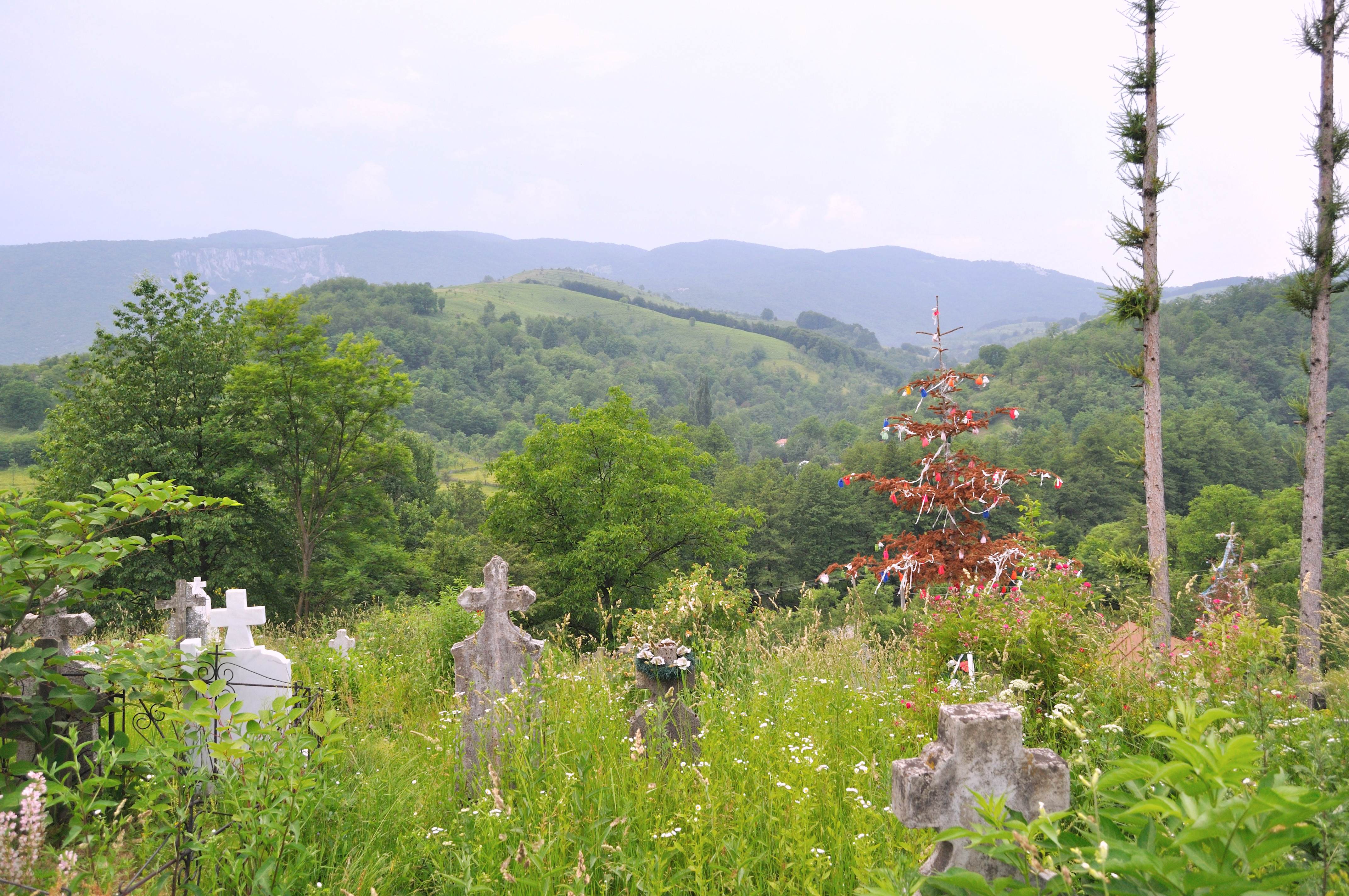
Împrejurimile bisericii, în depărtare Vf.lui Stan
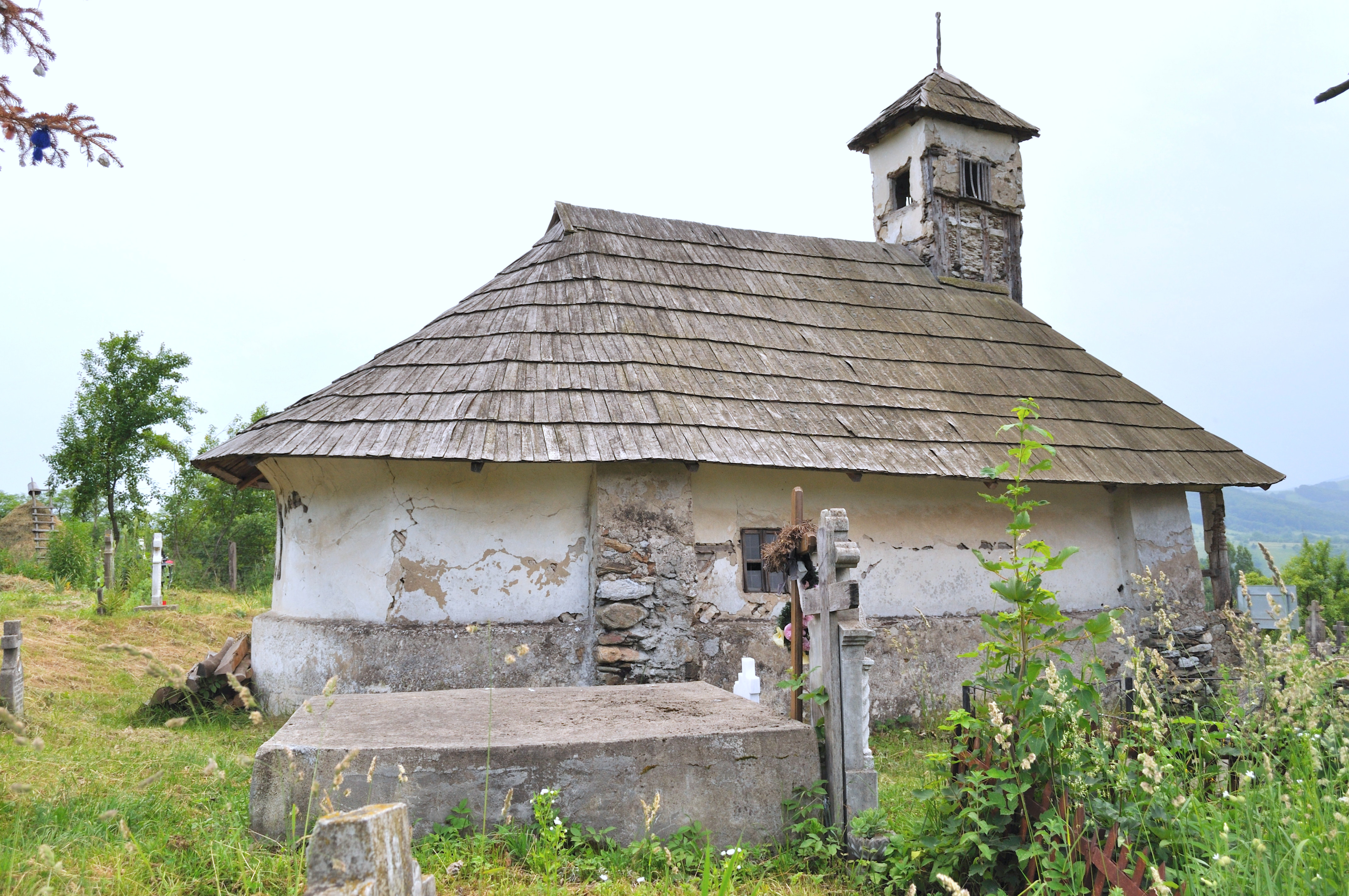
Biserica (nord)
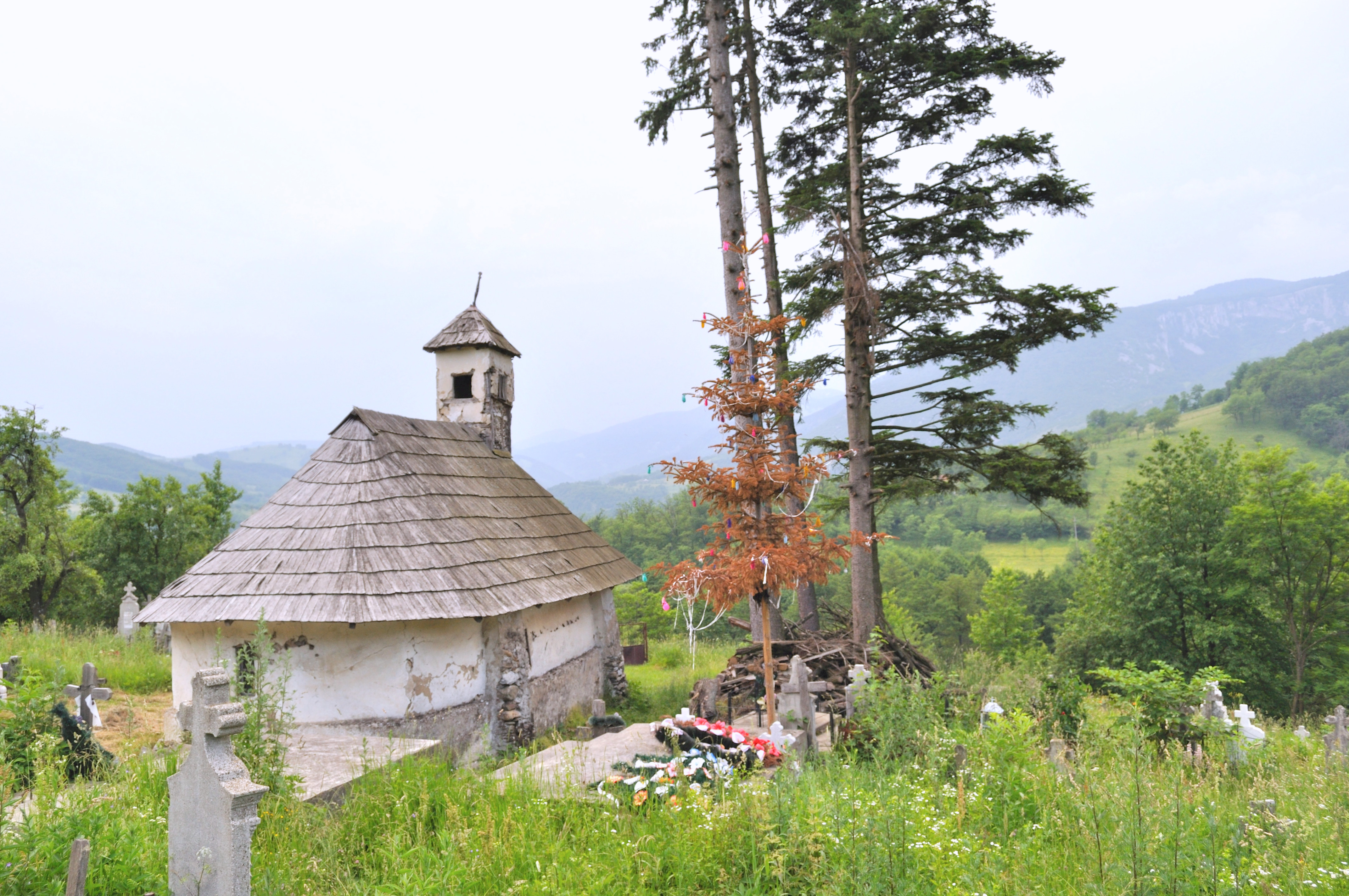
Biserica (nord-est)
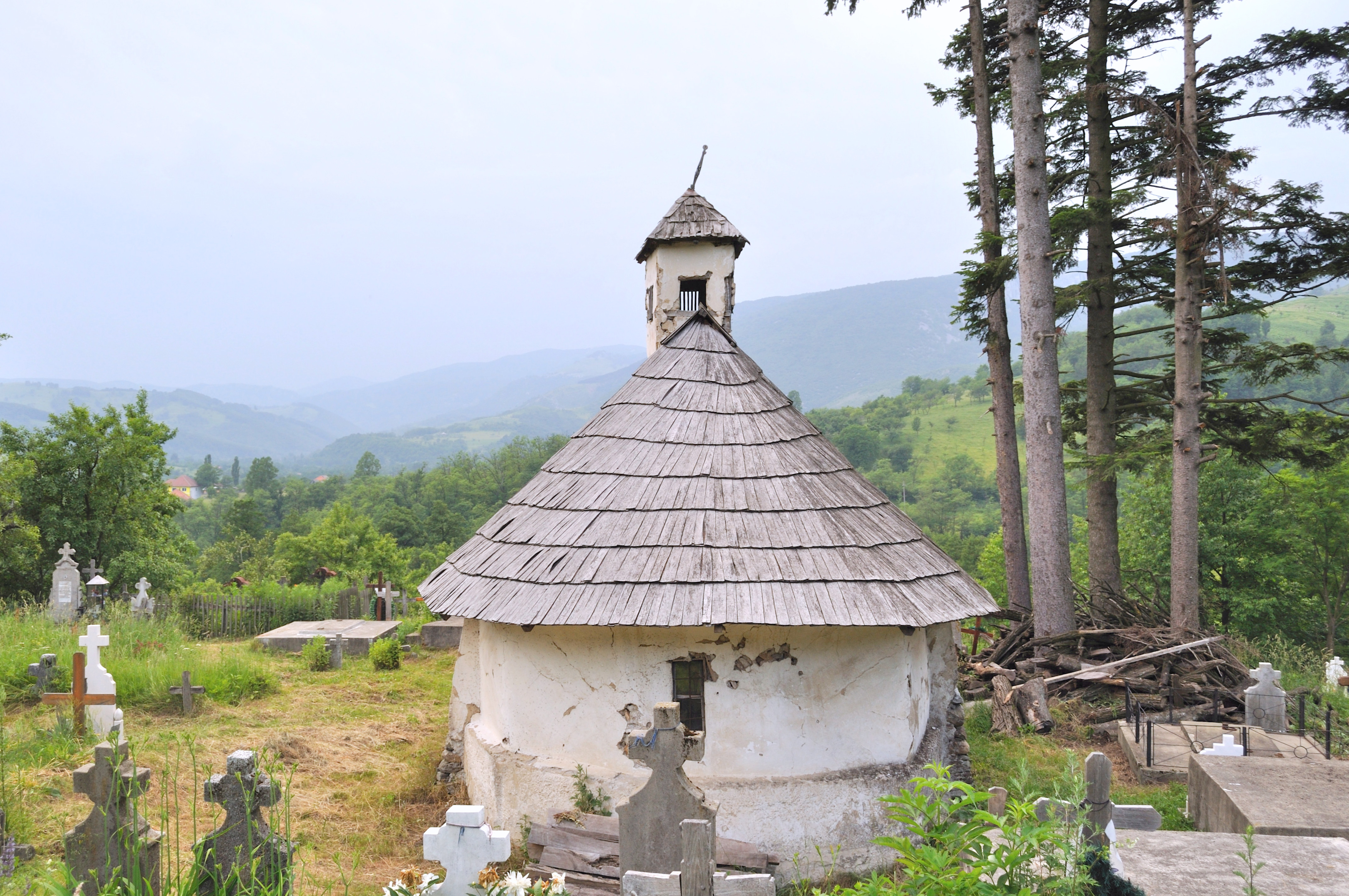
Biserica (est)
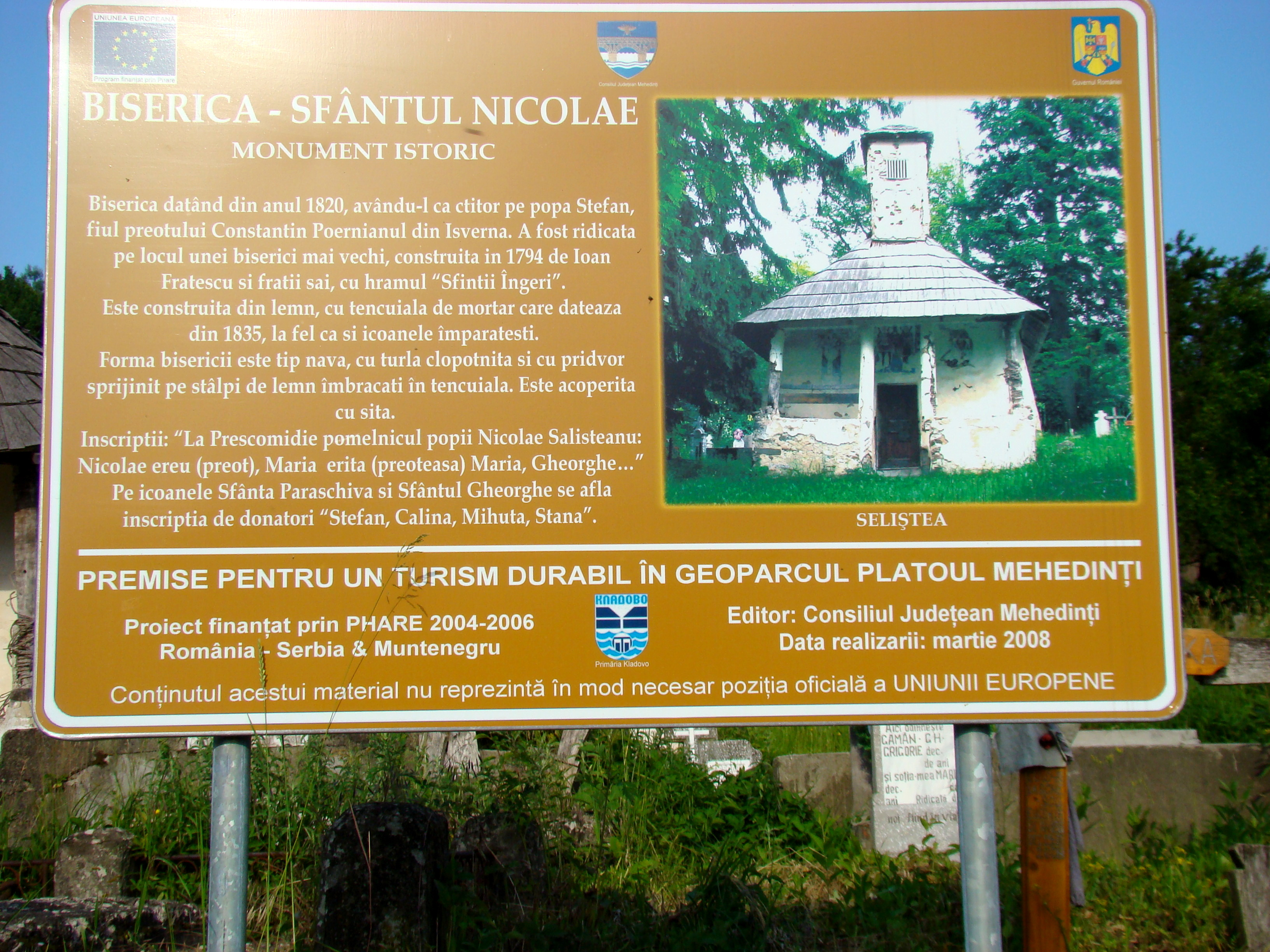
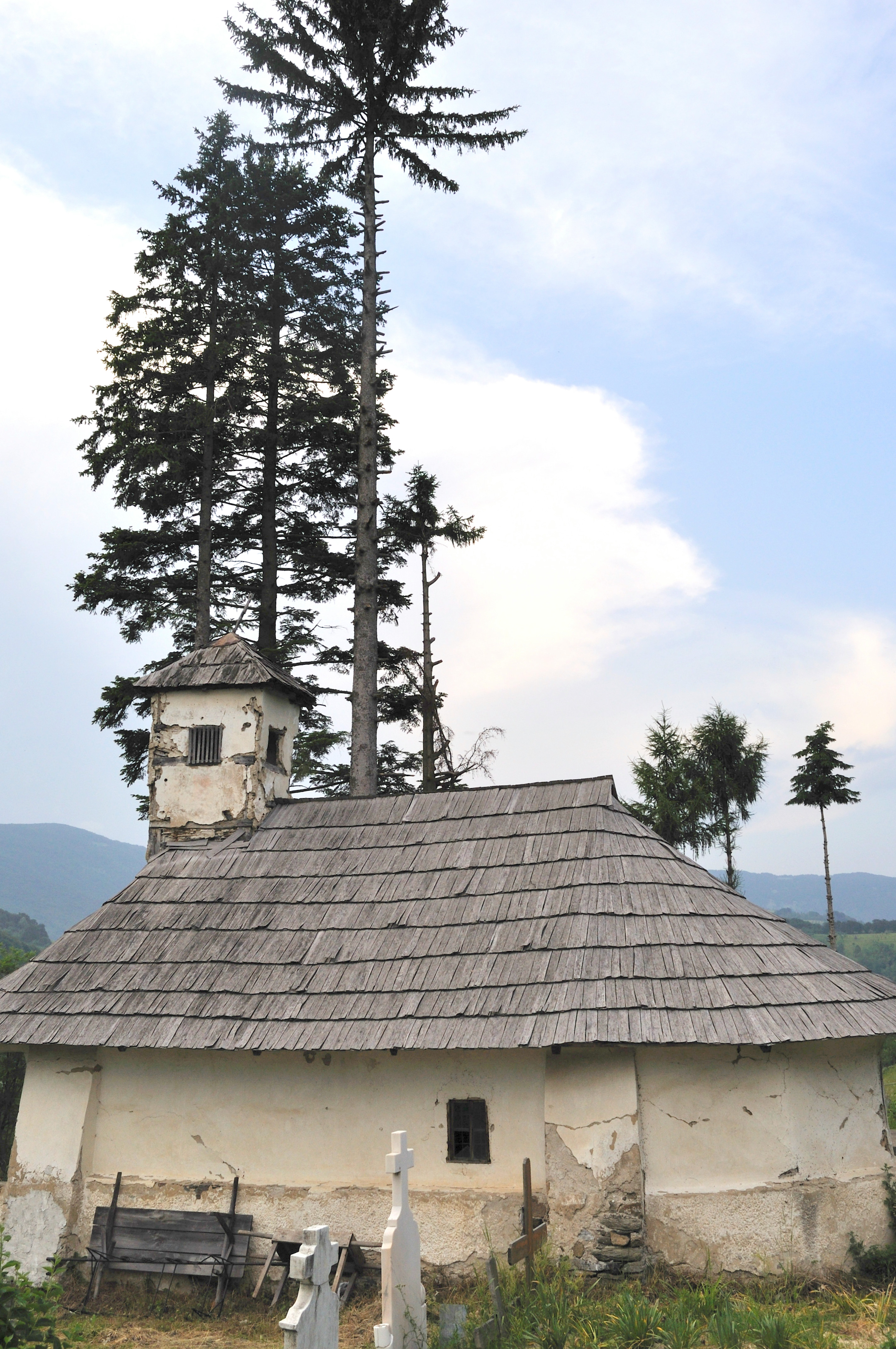
Biserica (sud)
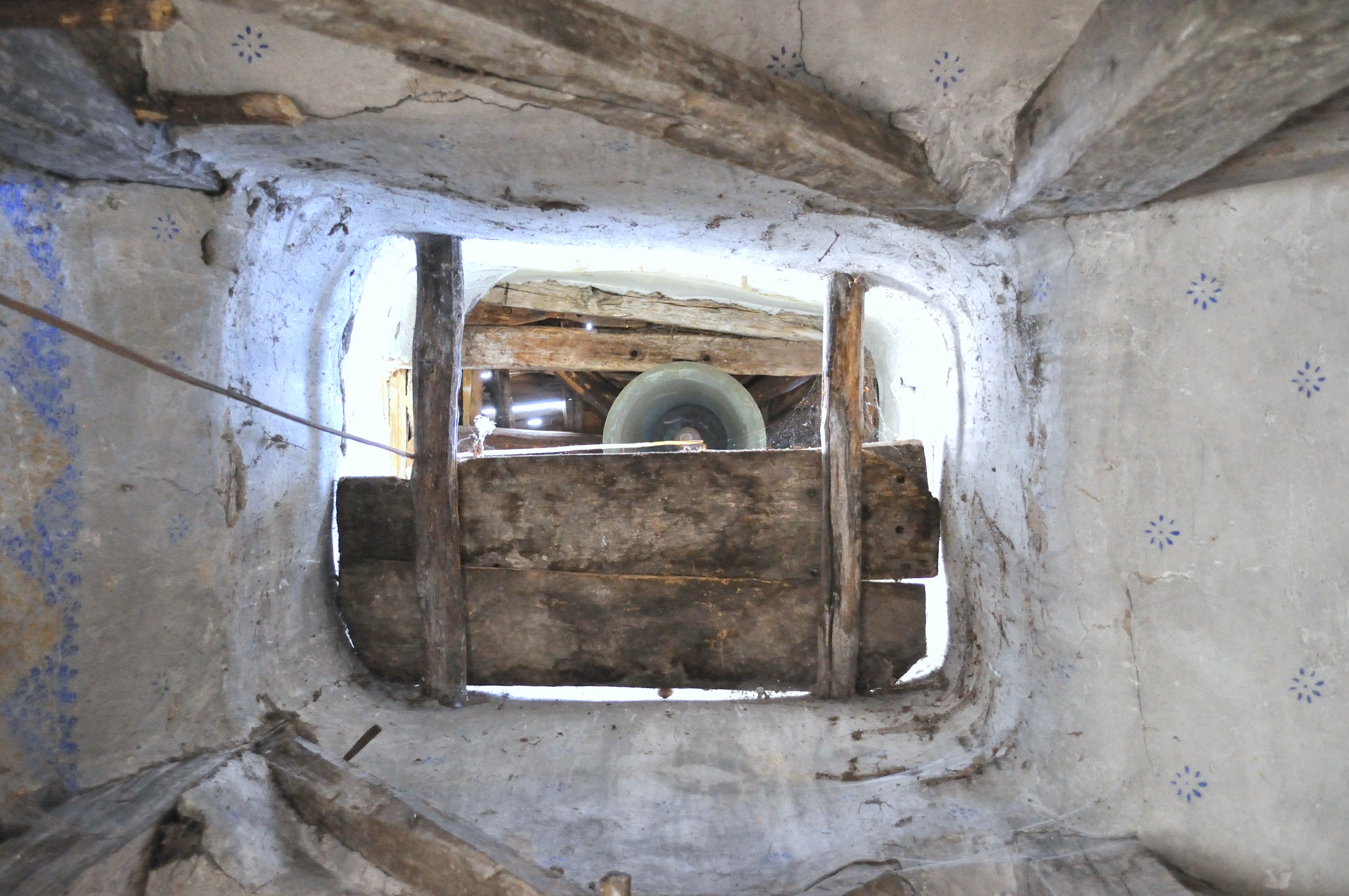
Turnul clopotniță
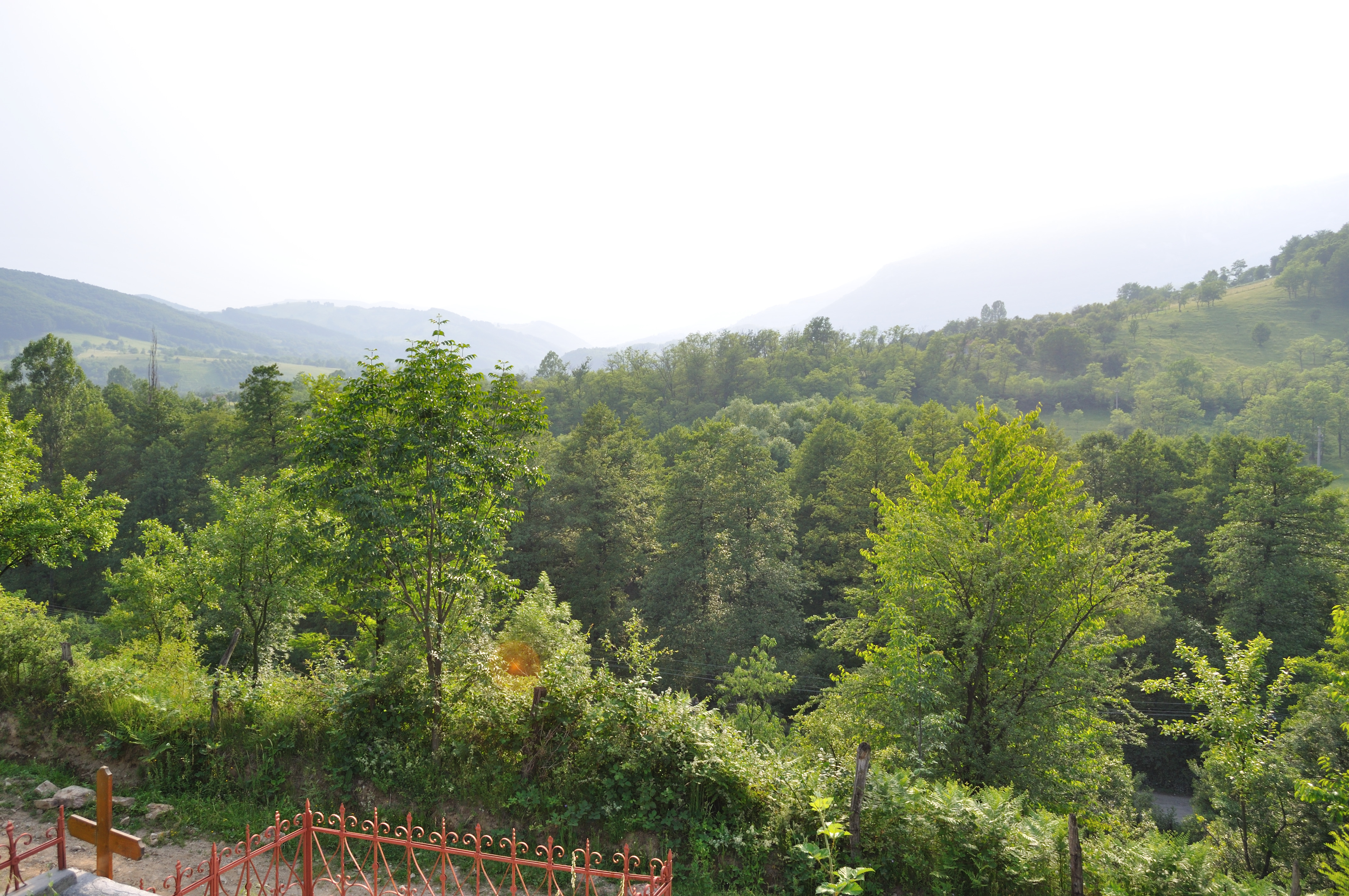
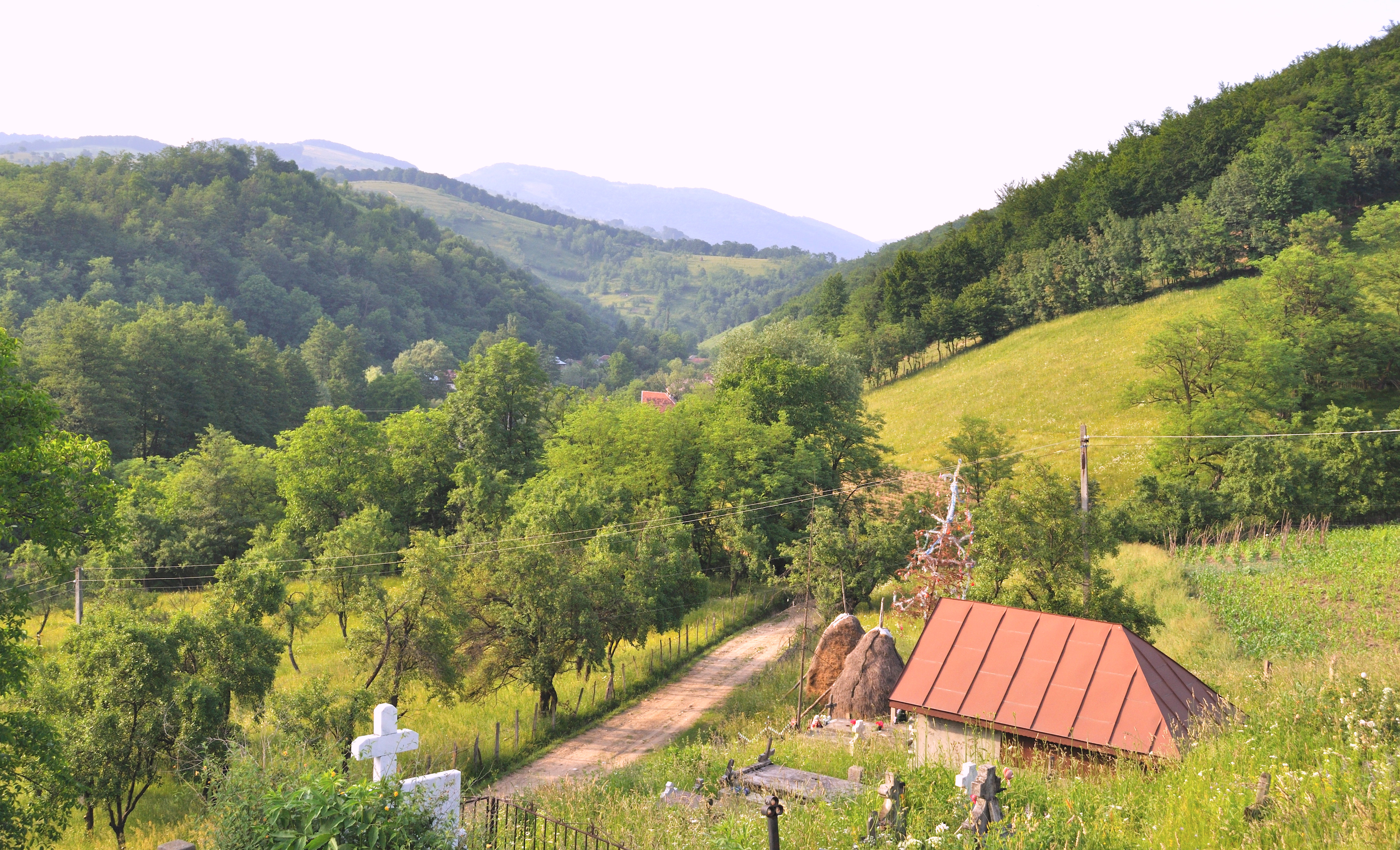
Împrejurimile bisericii; un sat sărac, depopulat, infrastructură inexistentă, singura consecință pozitivă natura a rămas aproape neatinsă (în fundal culmile Munților Mehedinți)
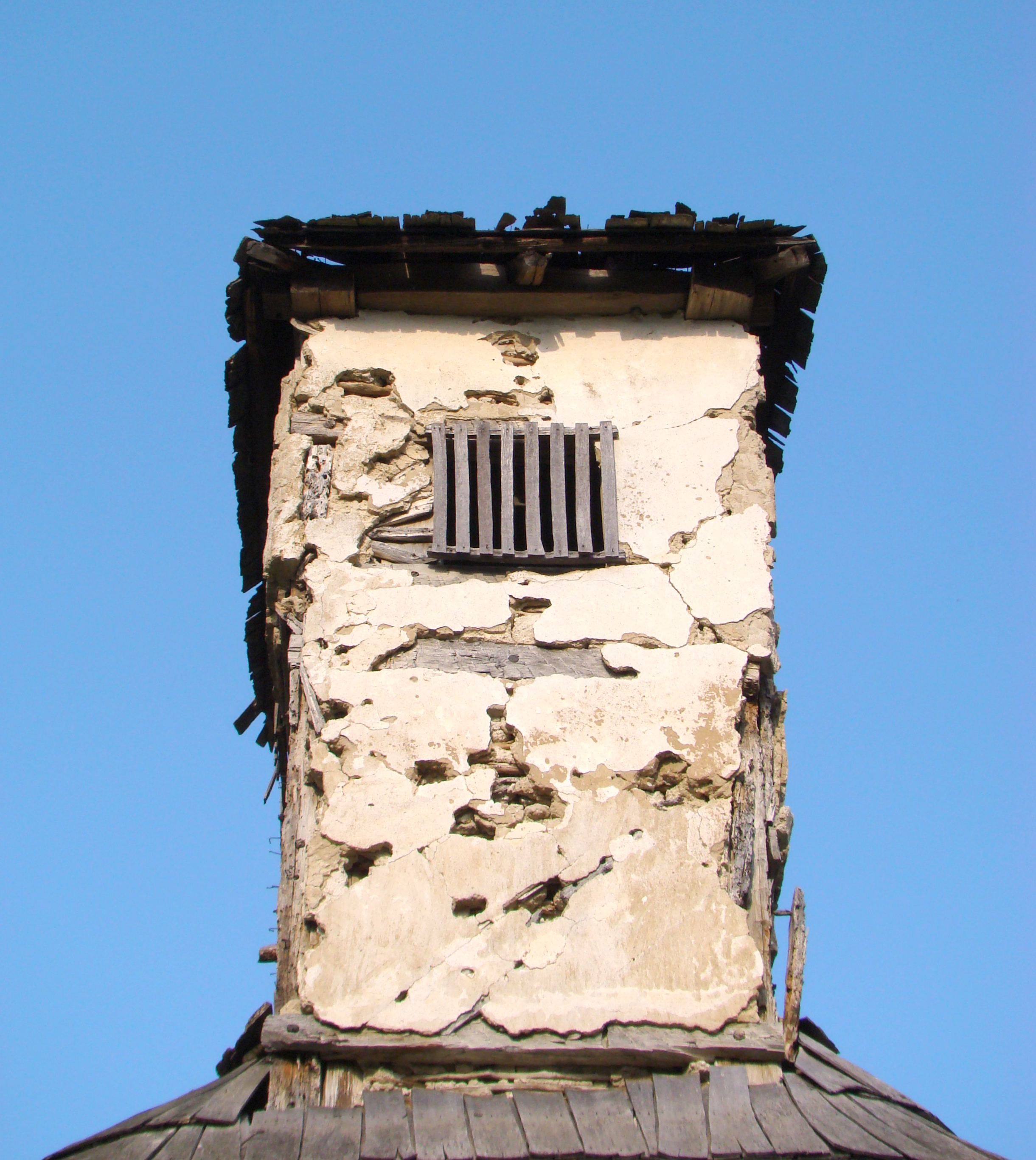
Turnul (vest)
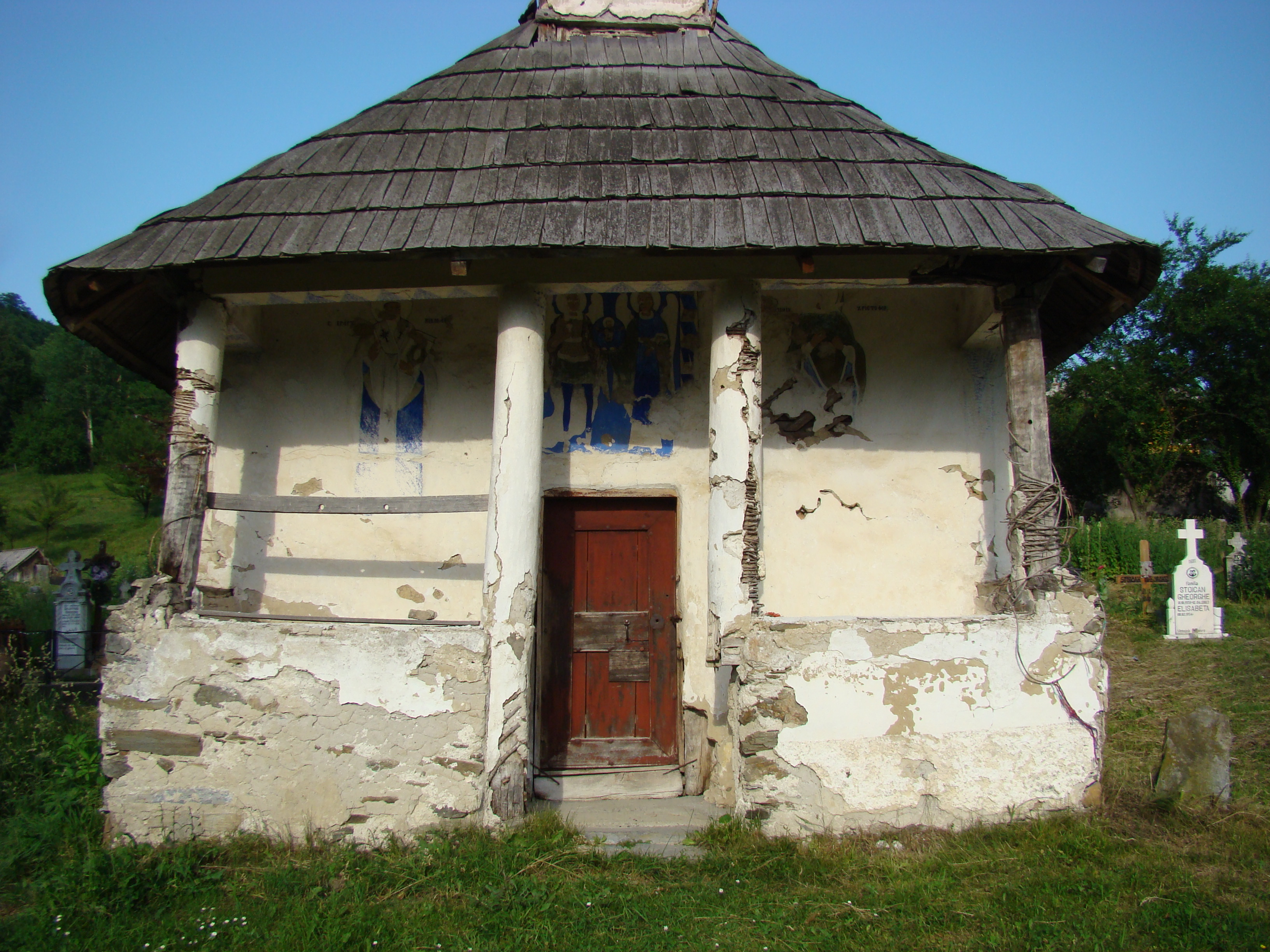
Pridvorul
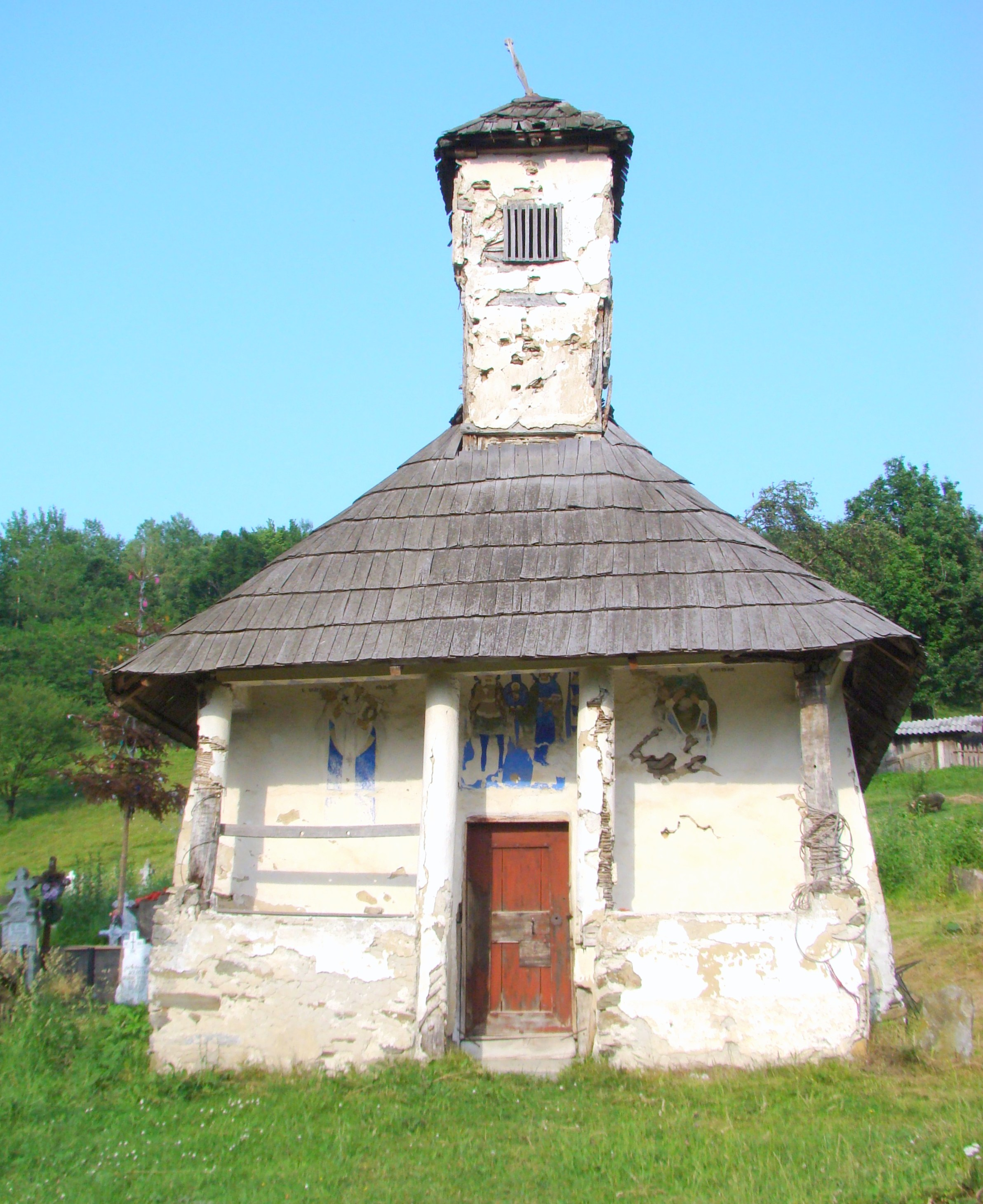
Biserica (vest)
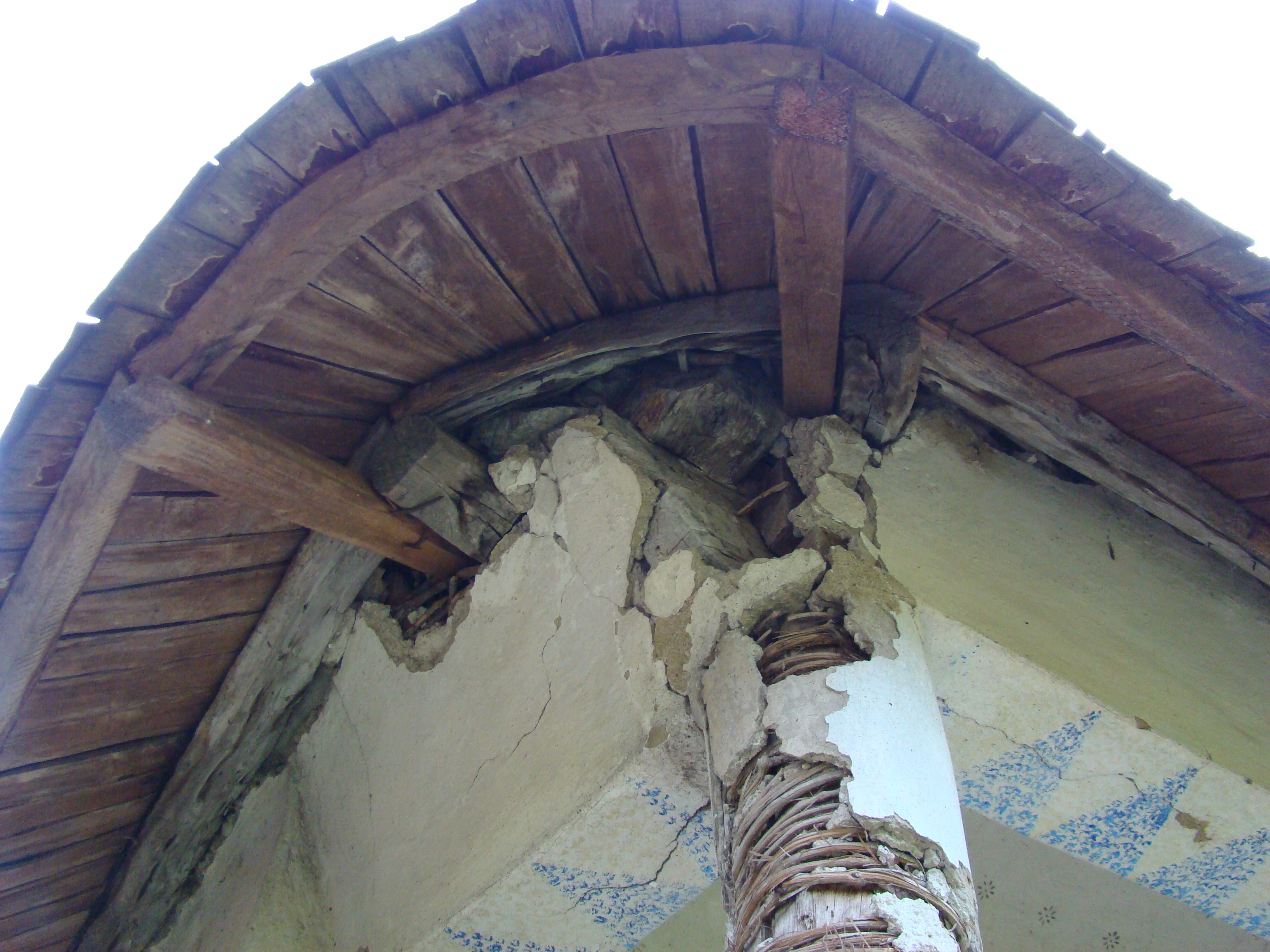
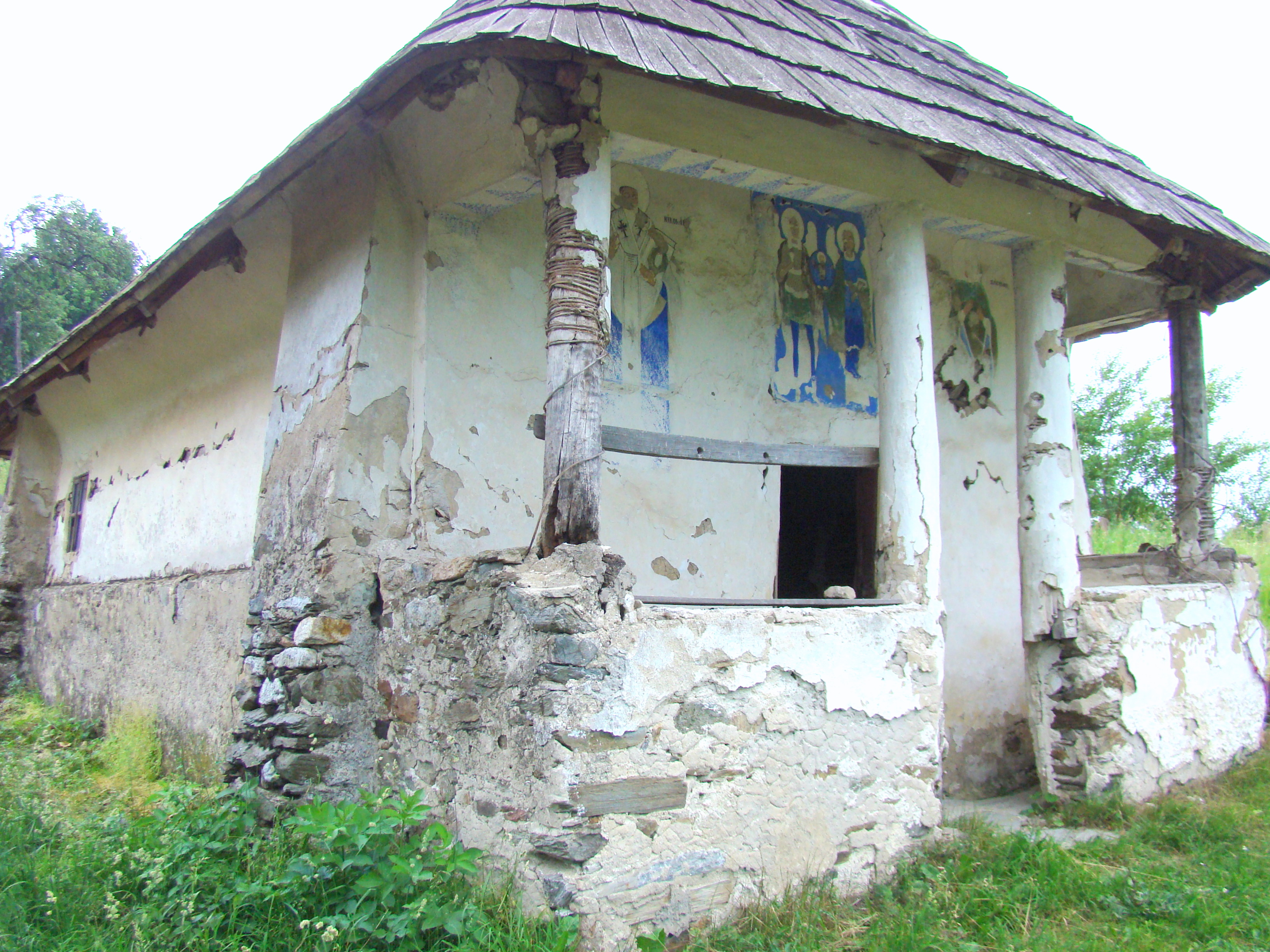
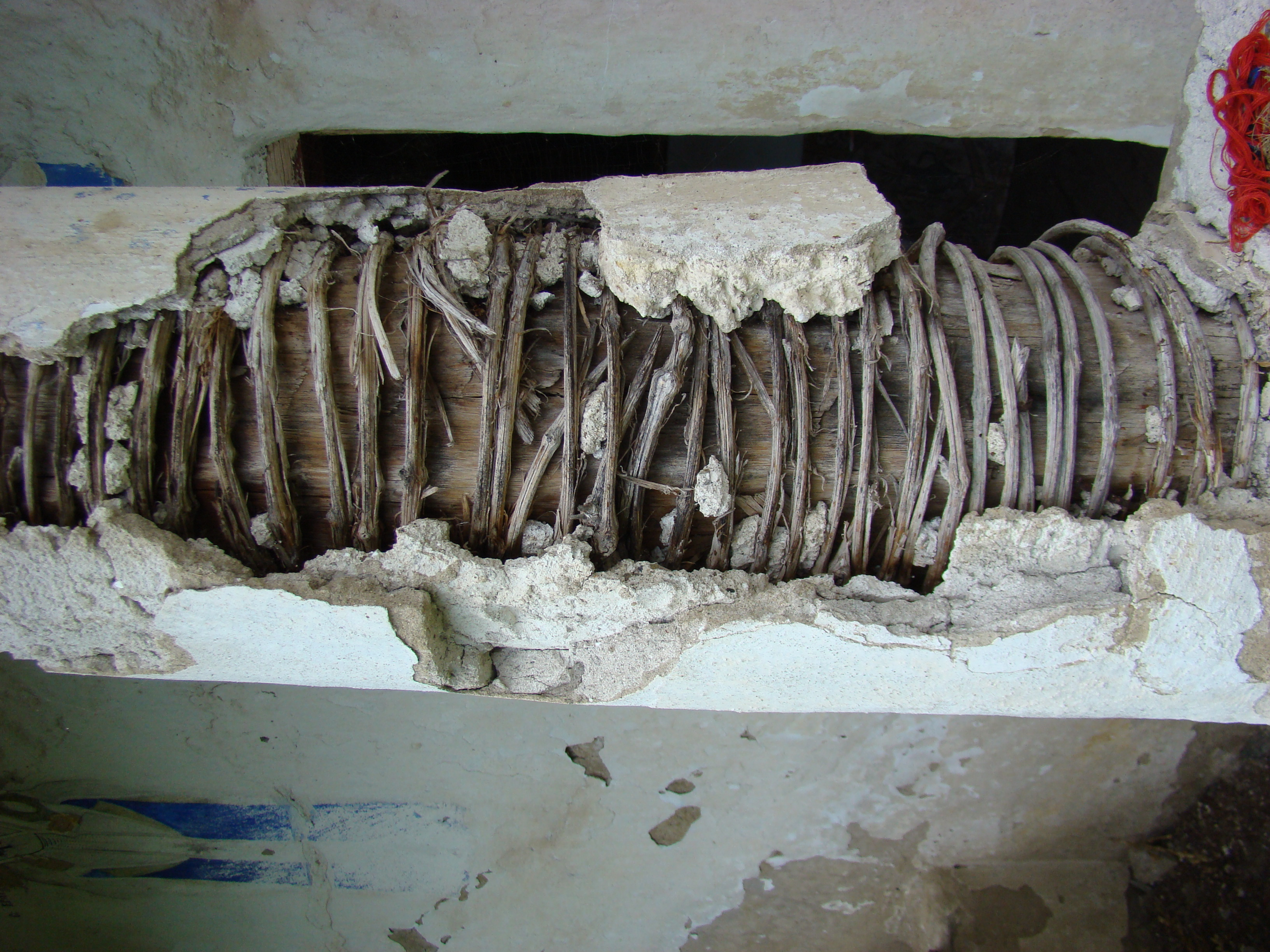
Lemn sub tencuiala de mortar
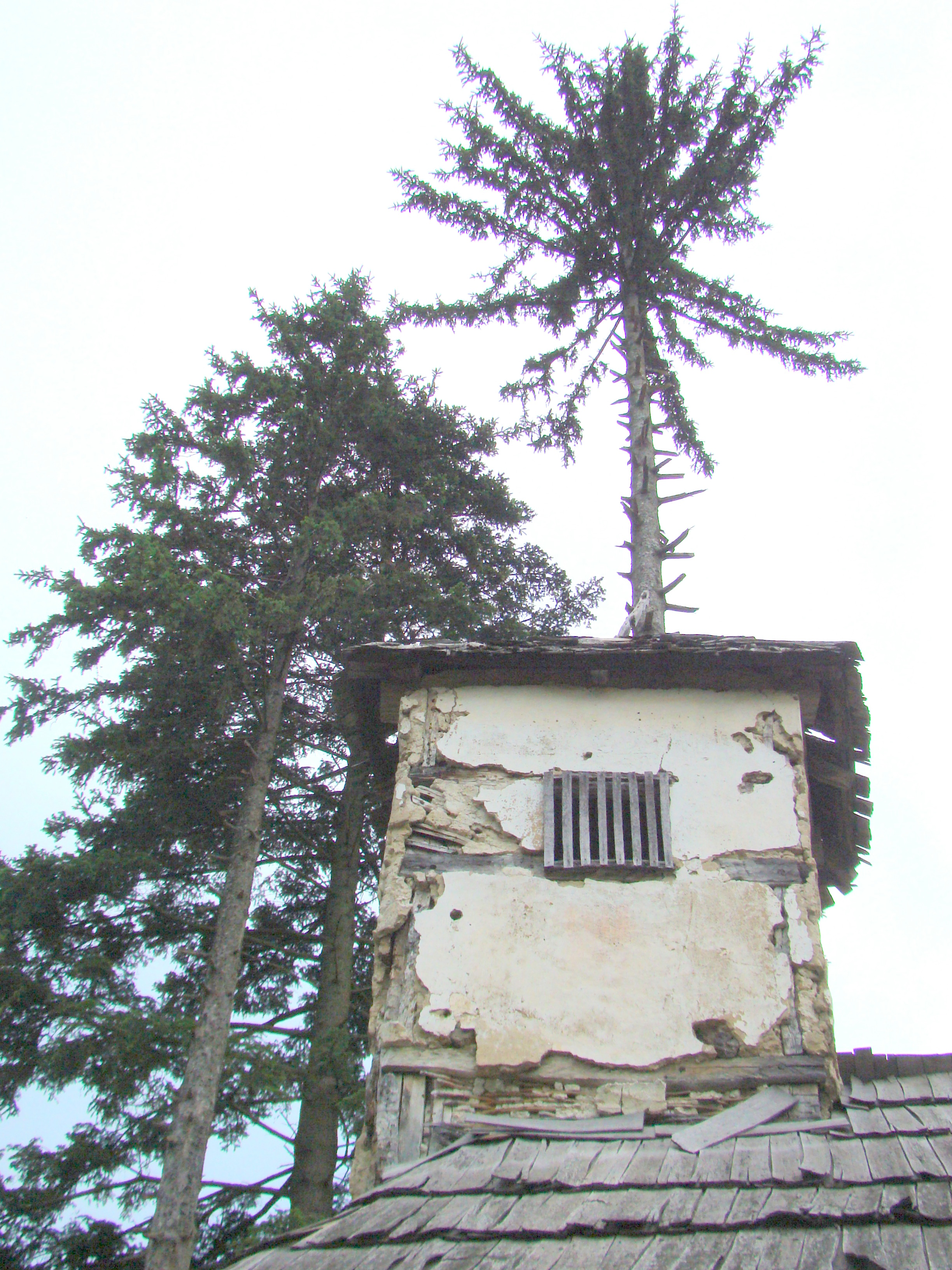
Turnul (sud)

## Imagini interior

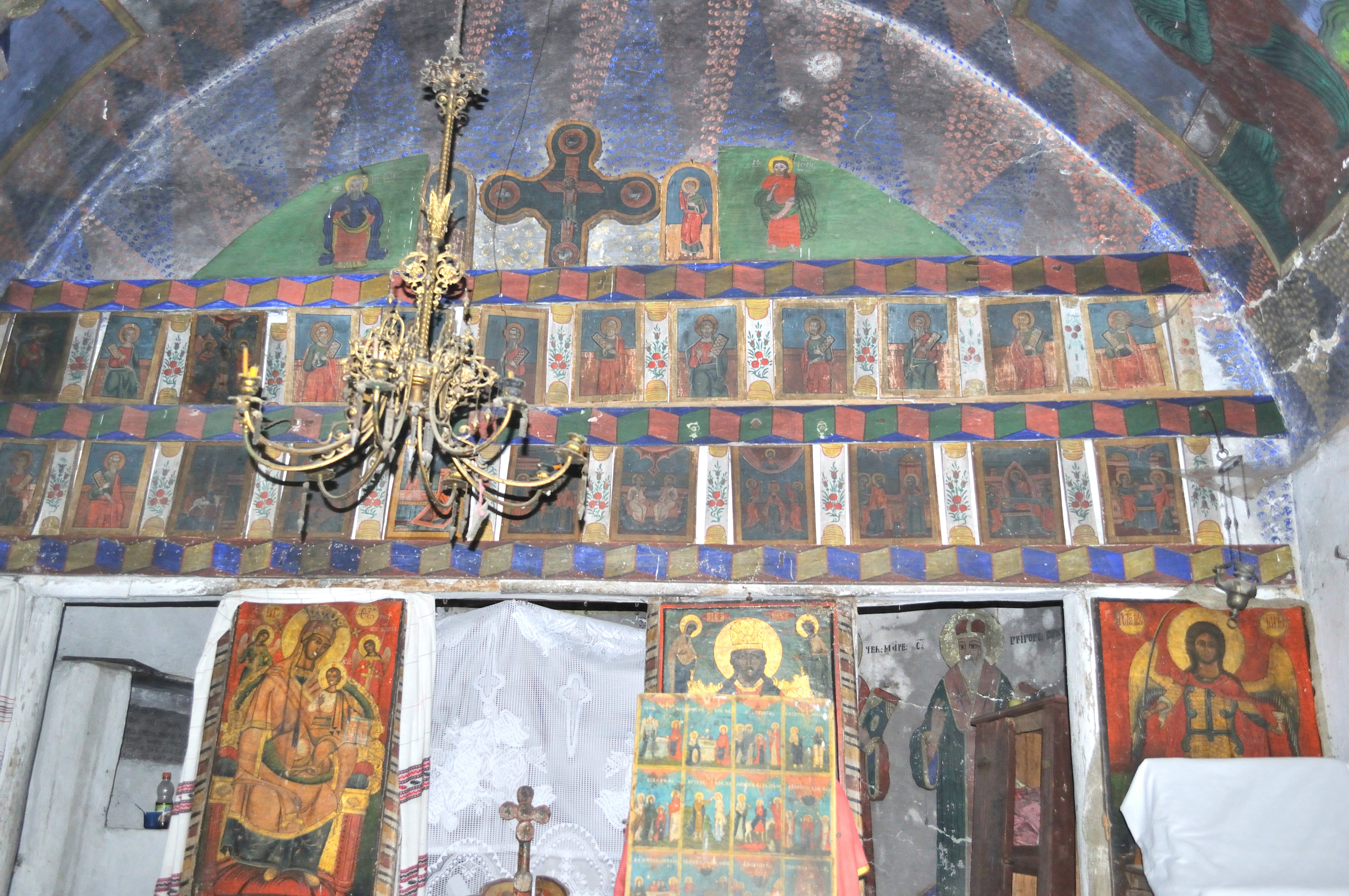
Iconostasul
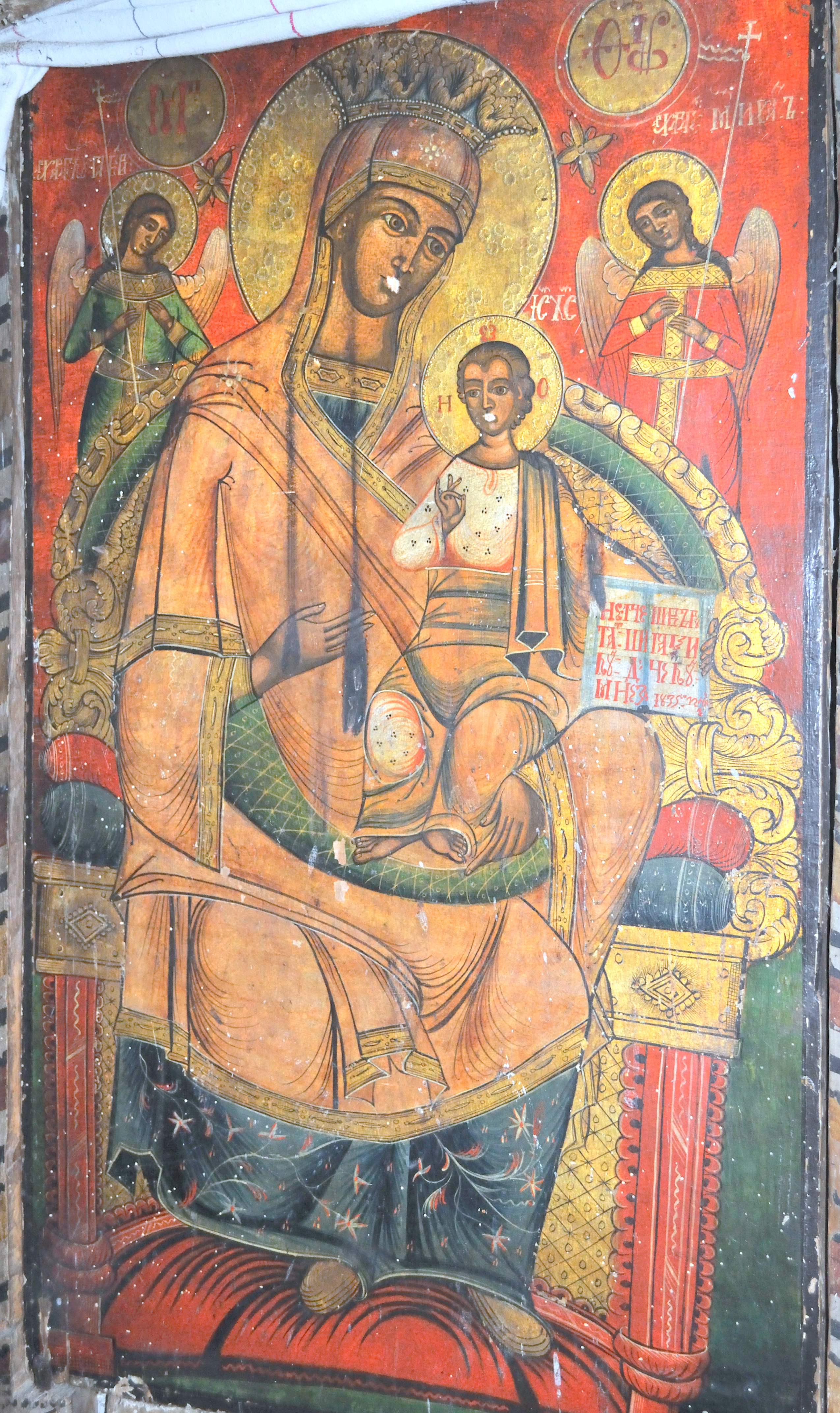
Icoană „Maica Domnului cu Pruncul”
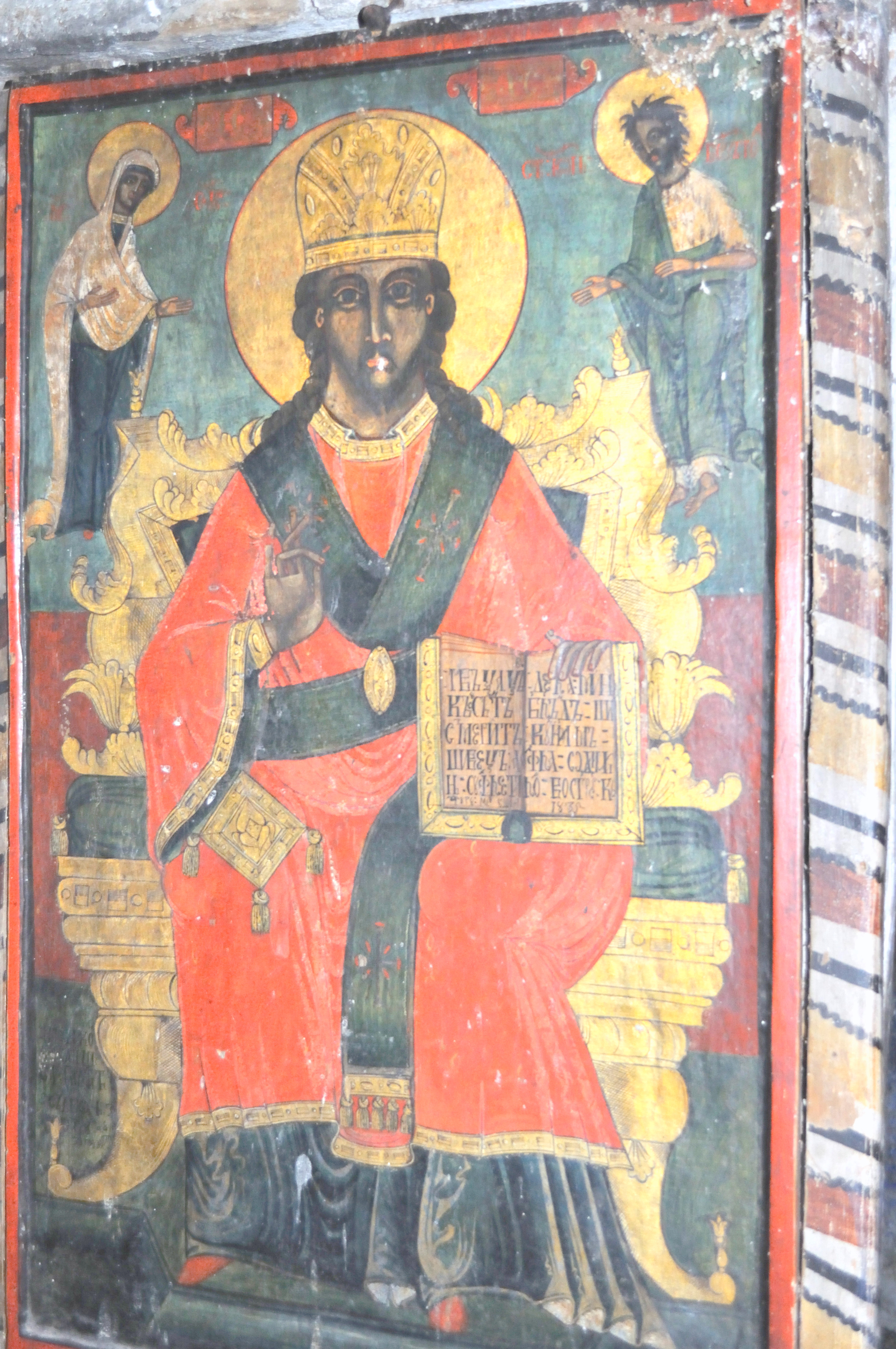
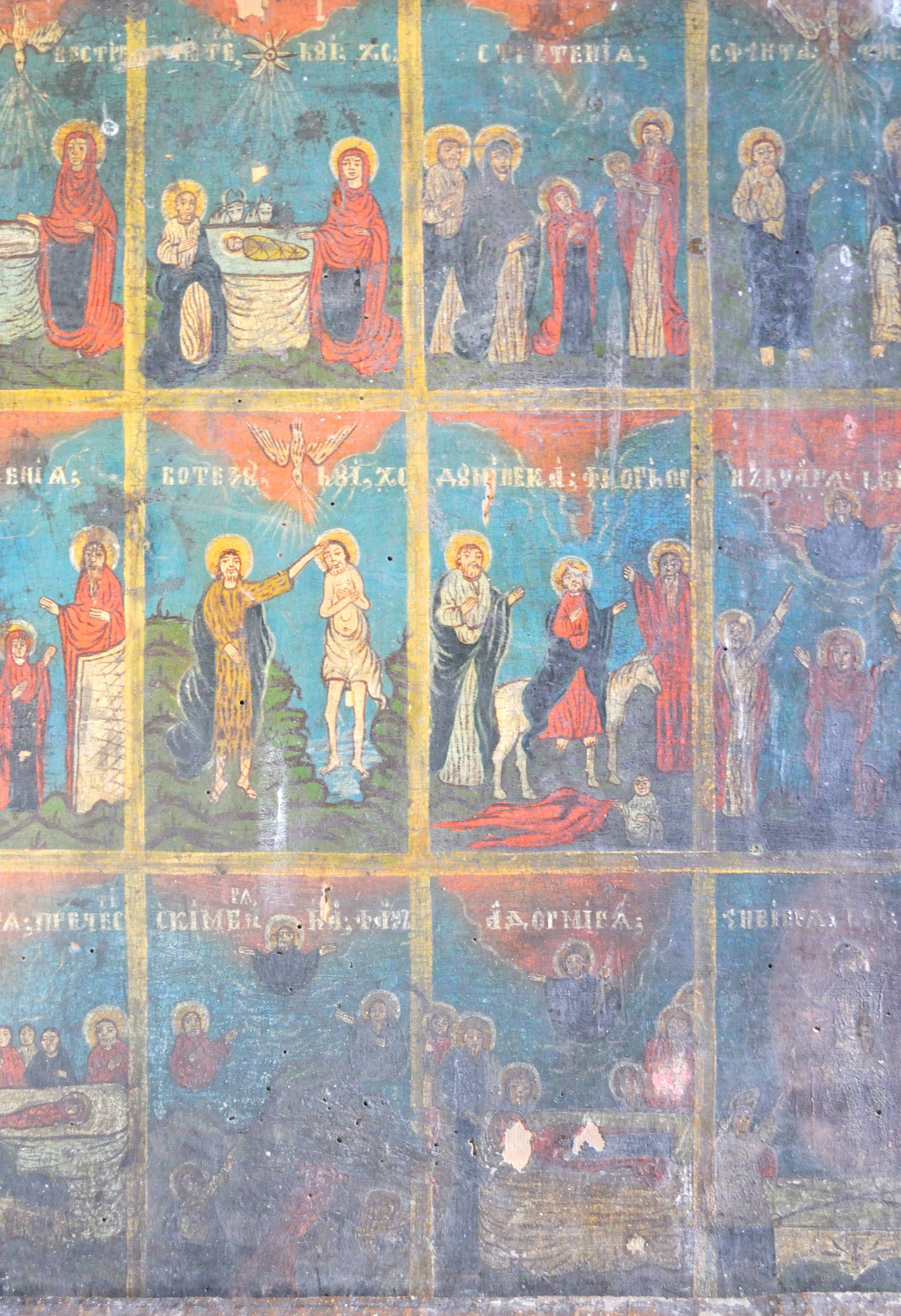
Icoană prăznicar
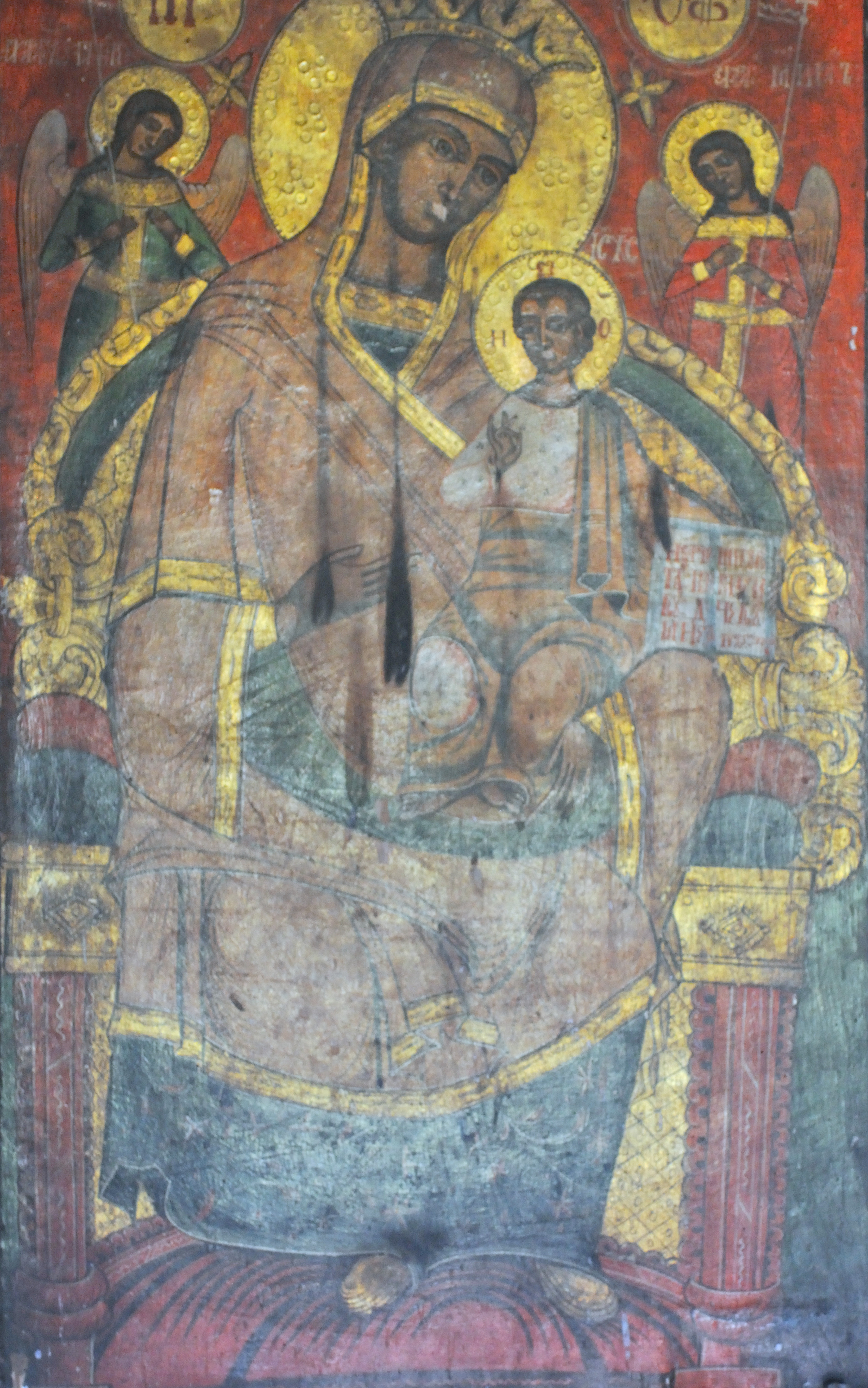
Icoană „Maica Domnului cu Pruncul”
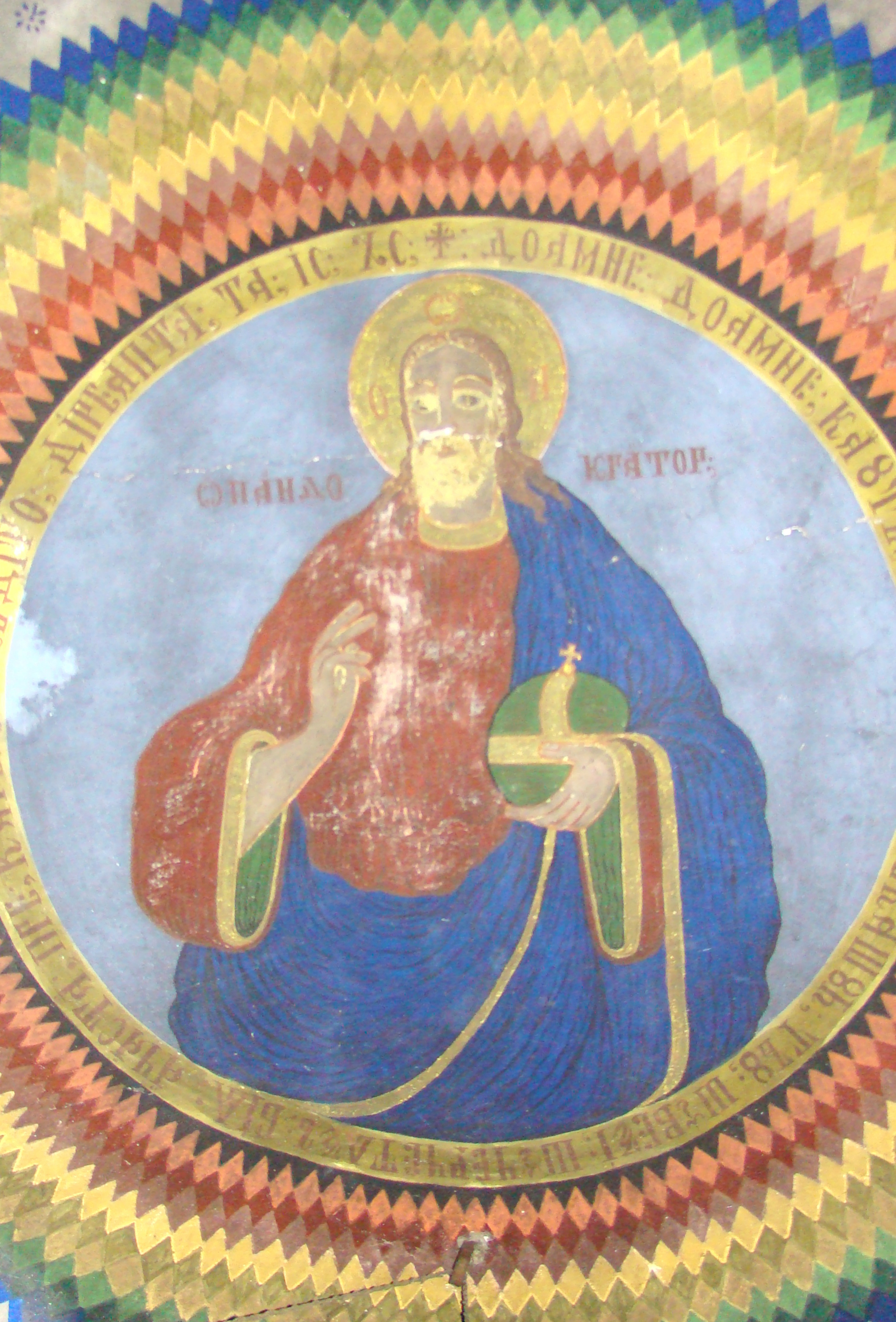
Pantocrator
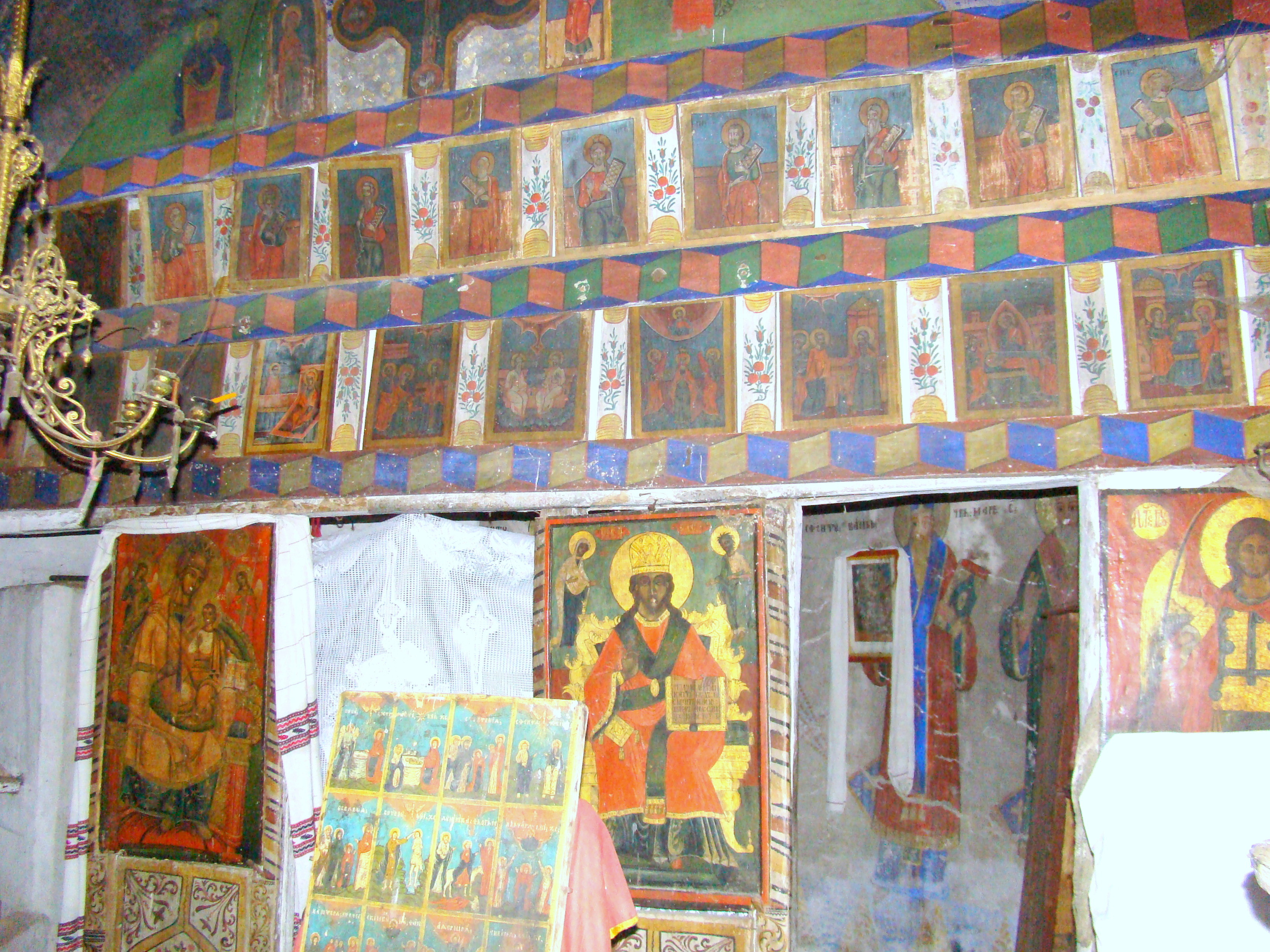
Iconostasul (detaliu)
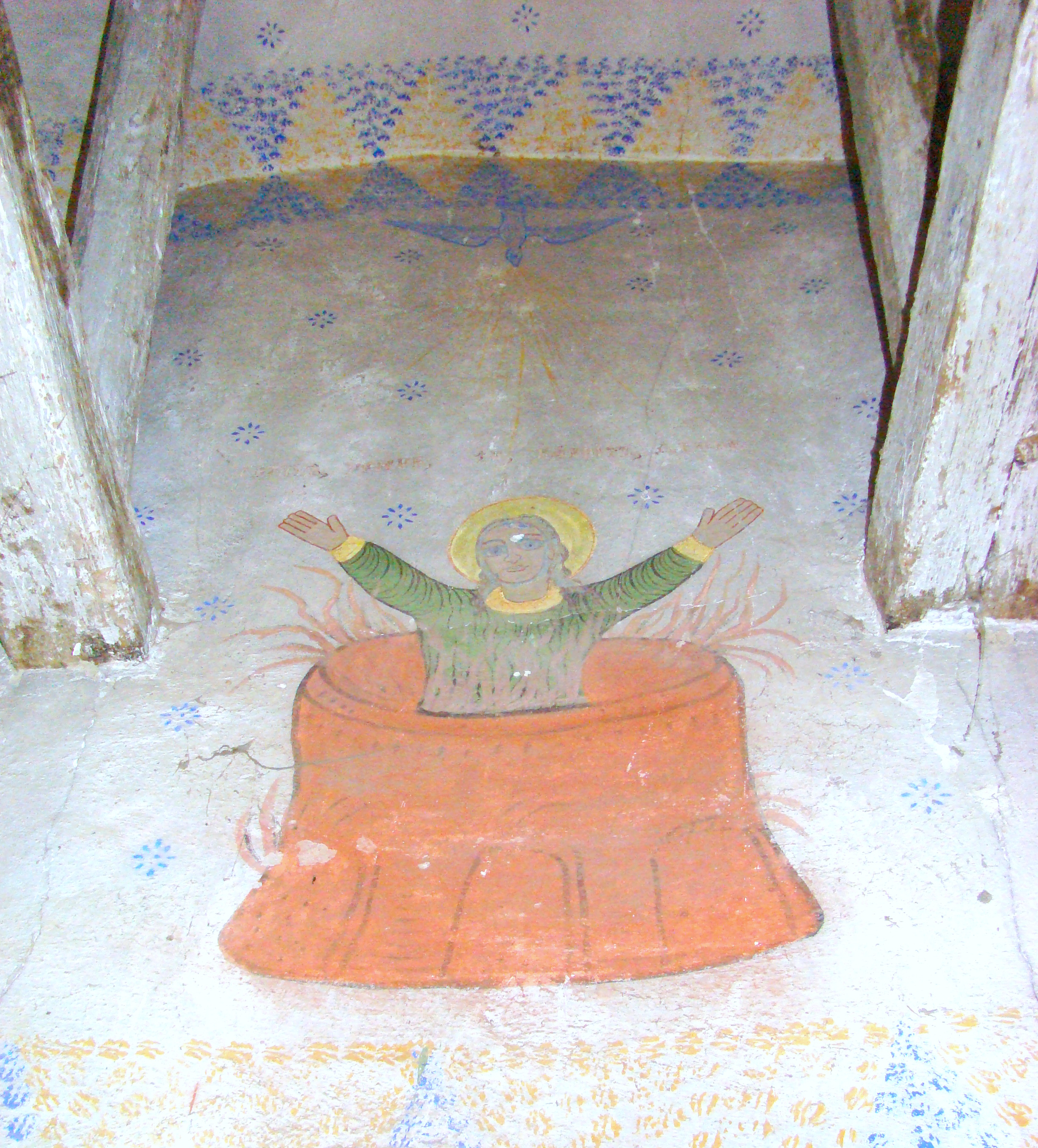
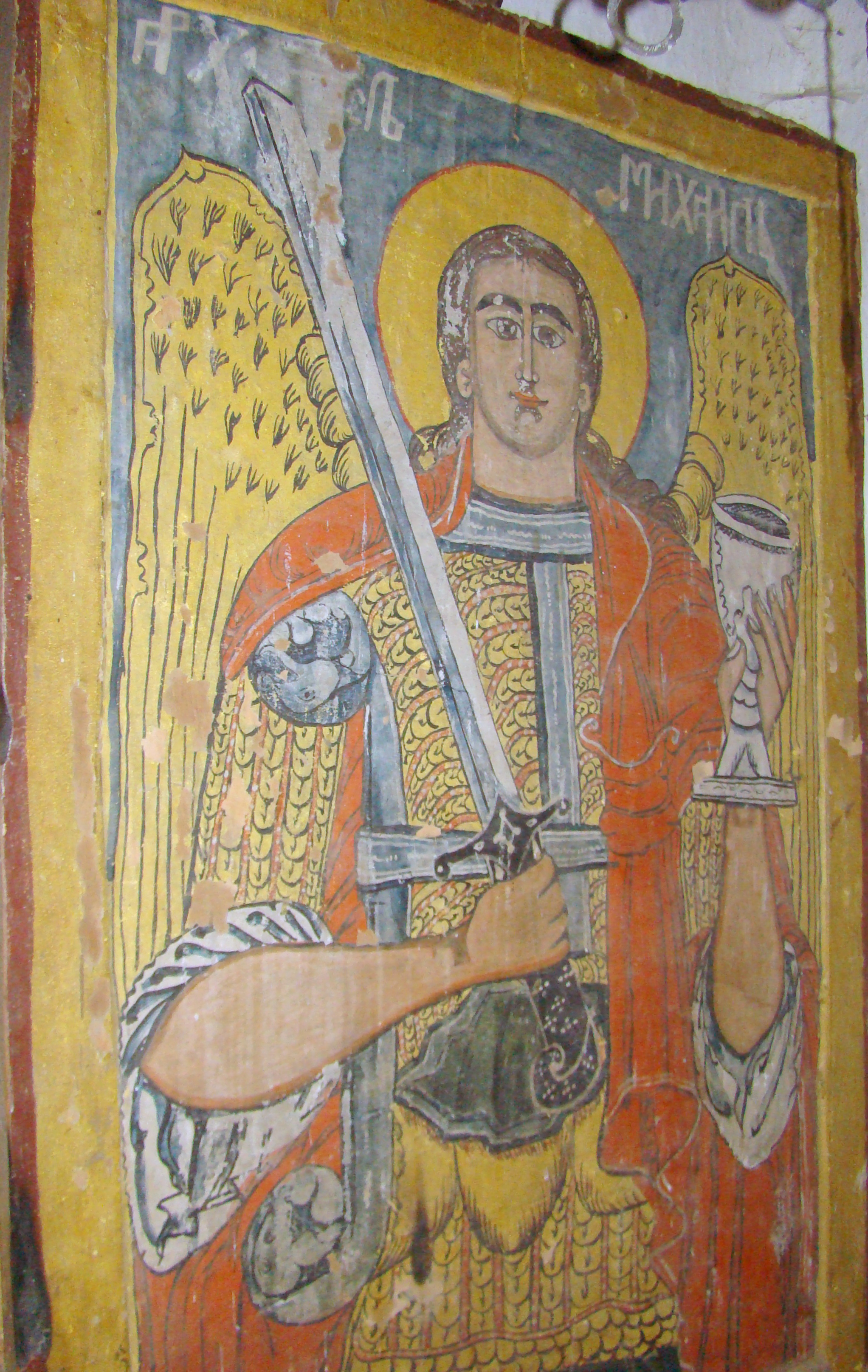
Arhanghelul Mihail
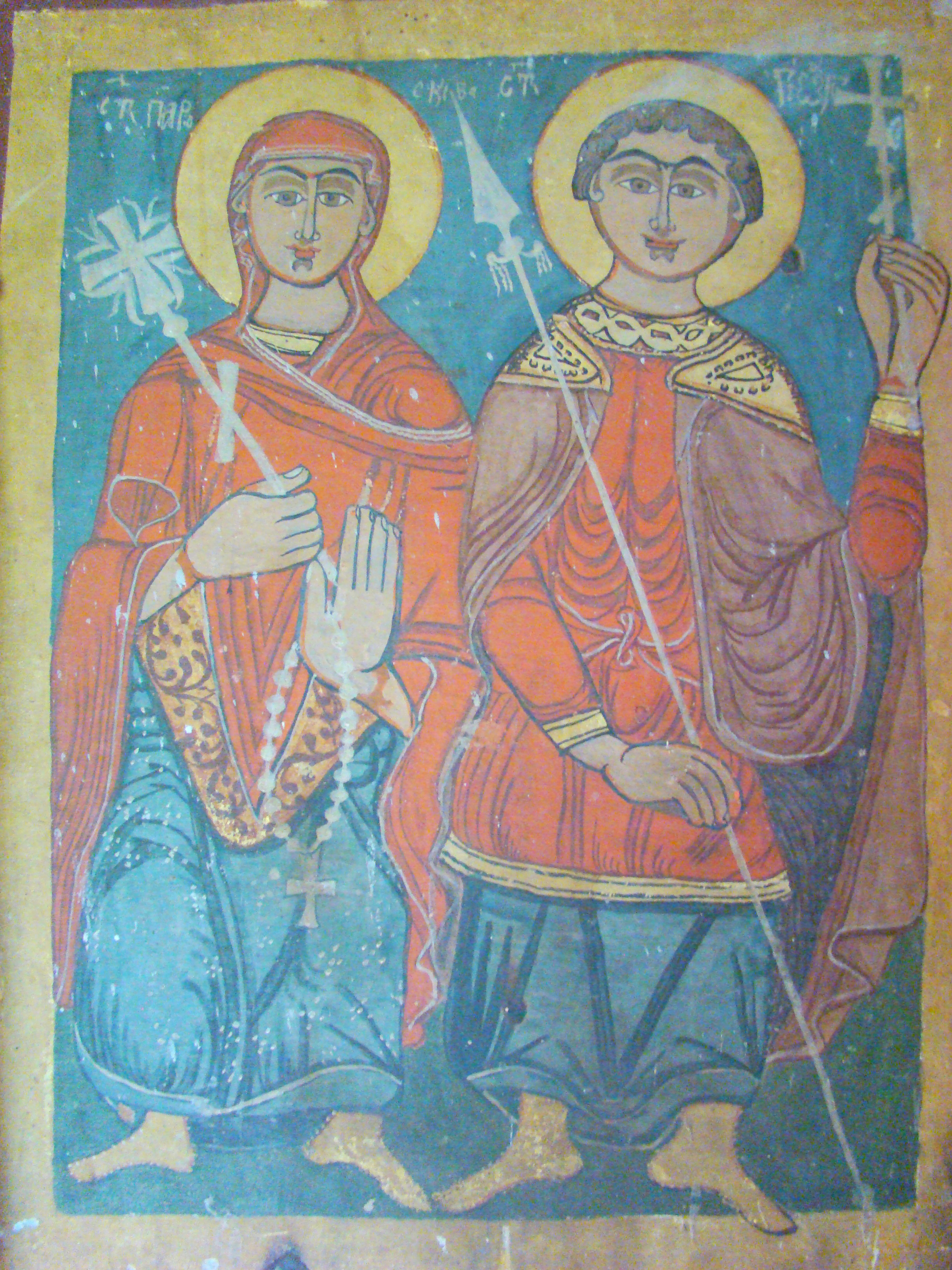
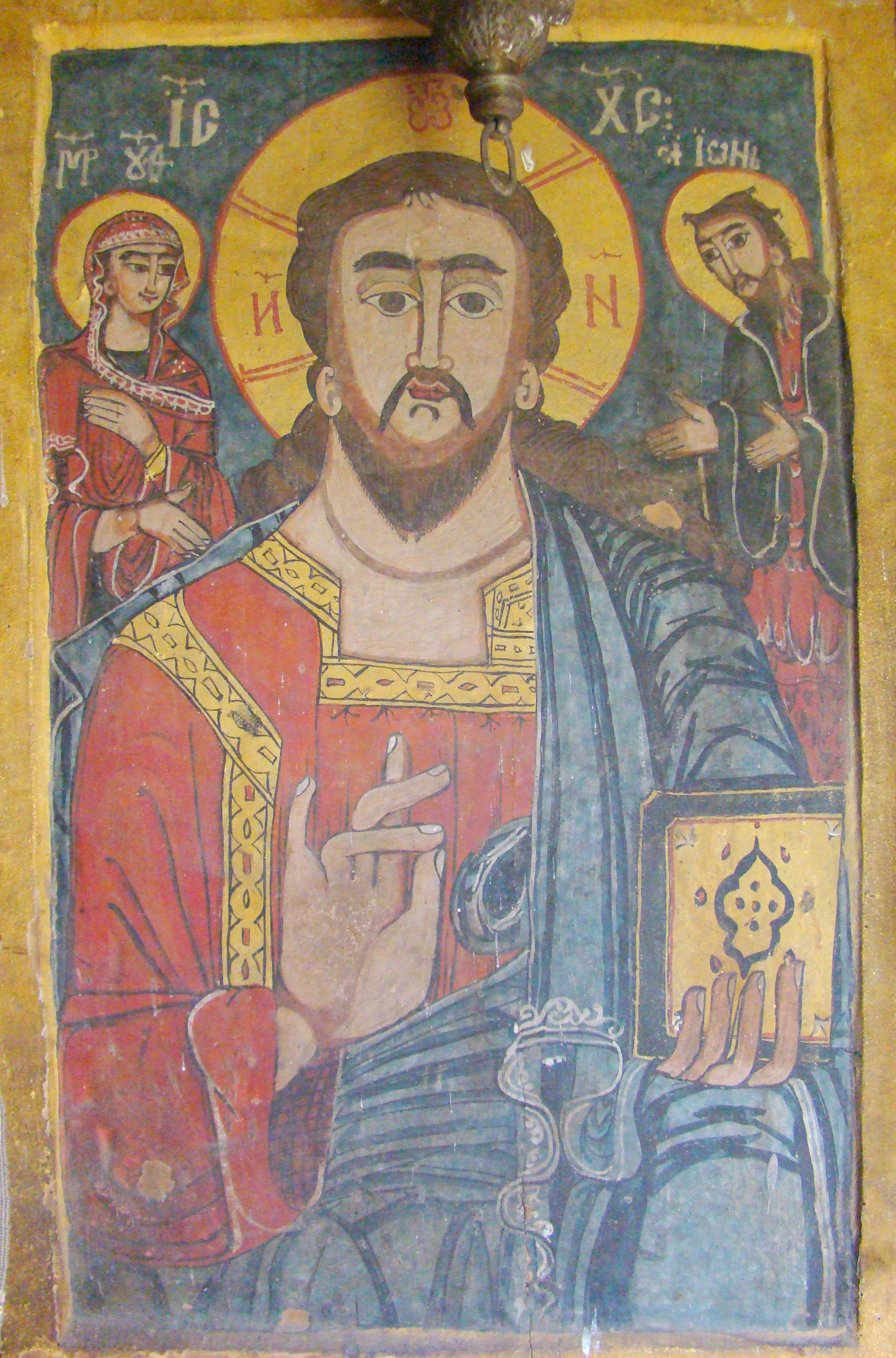
Icoană „Iisus binecuvântând”, în medalioane „Maica Domnului” și „Sf. Ion”
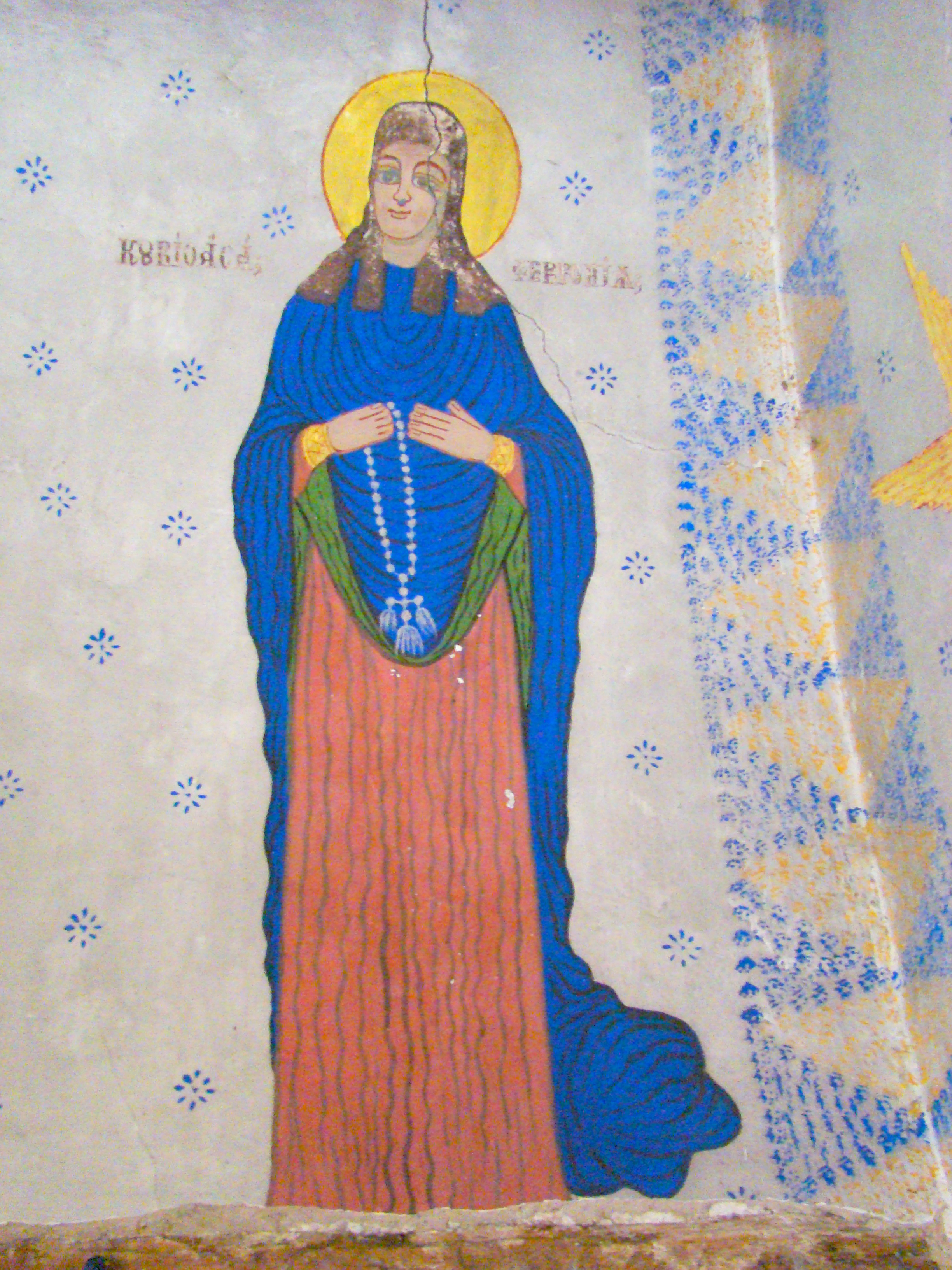
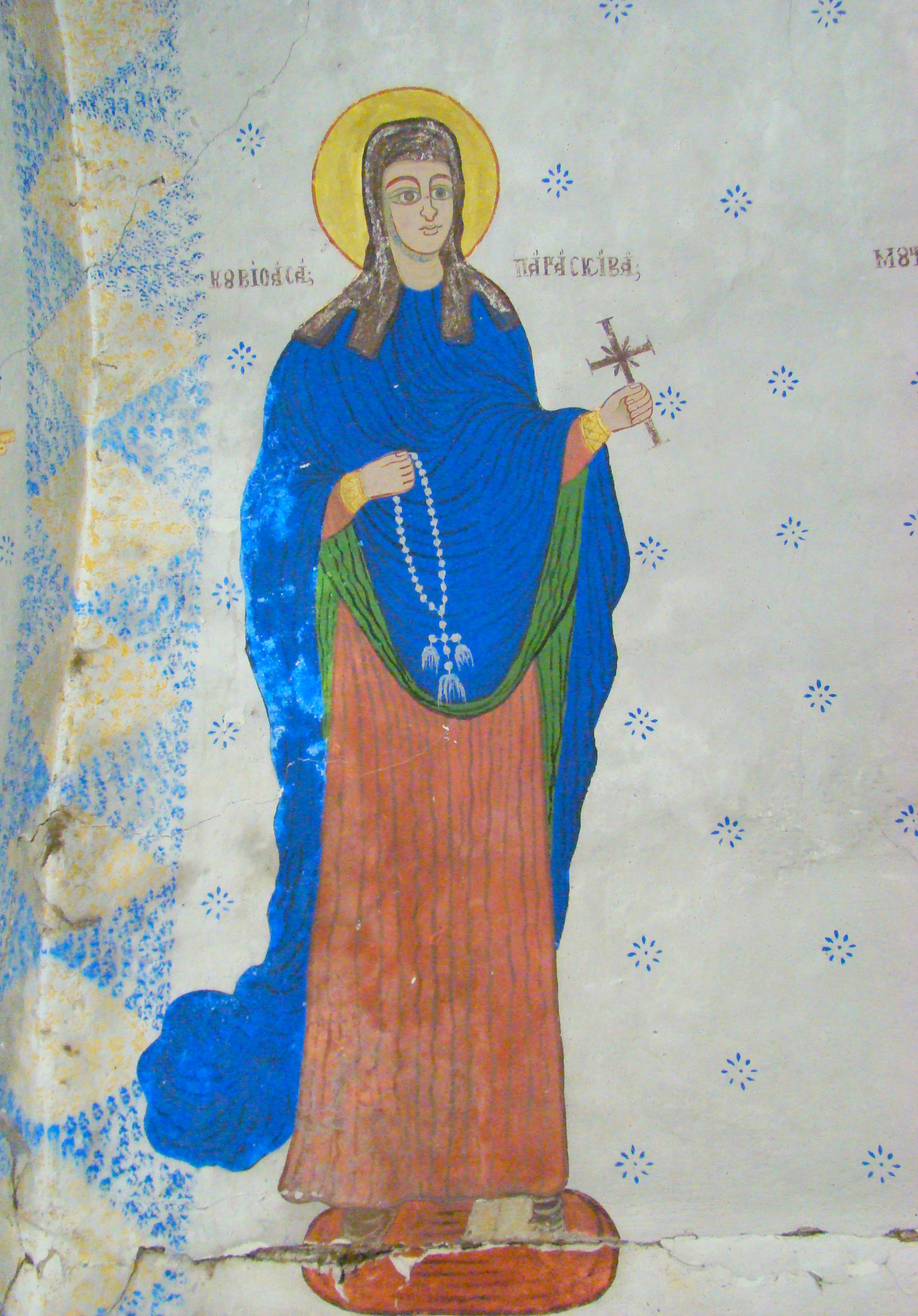
Cuvioasa Paraschiva
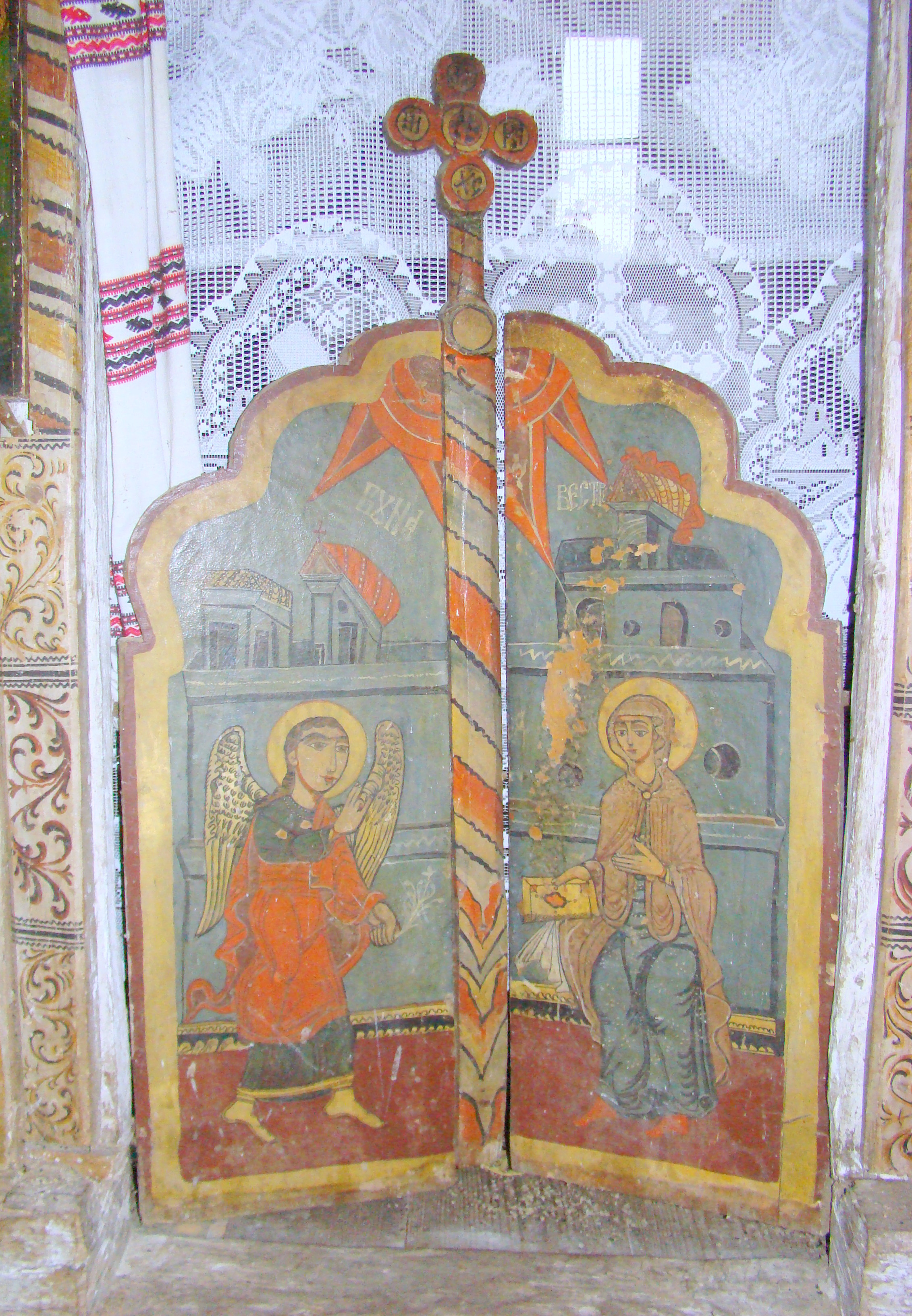
Ușile împărătești
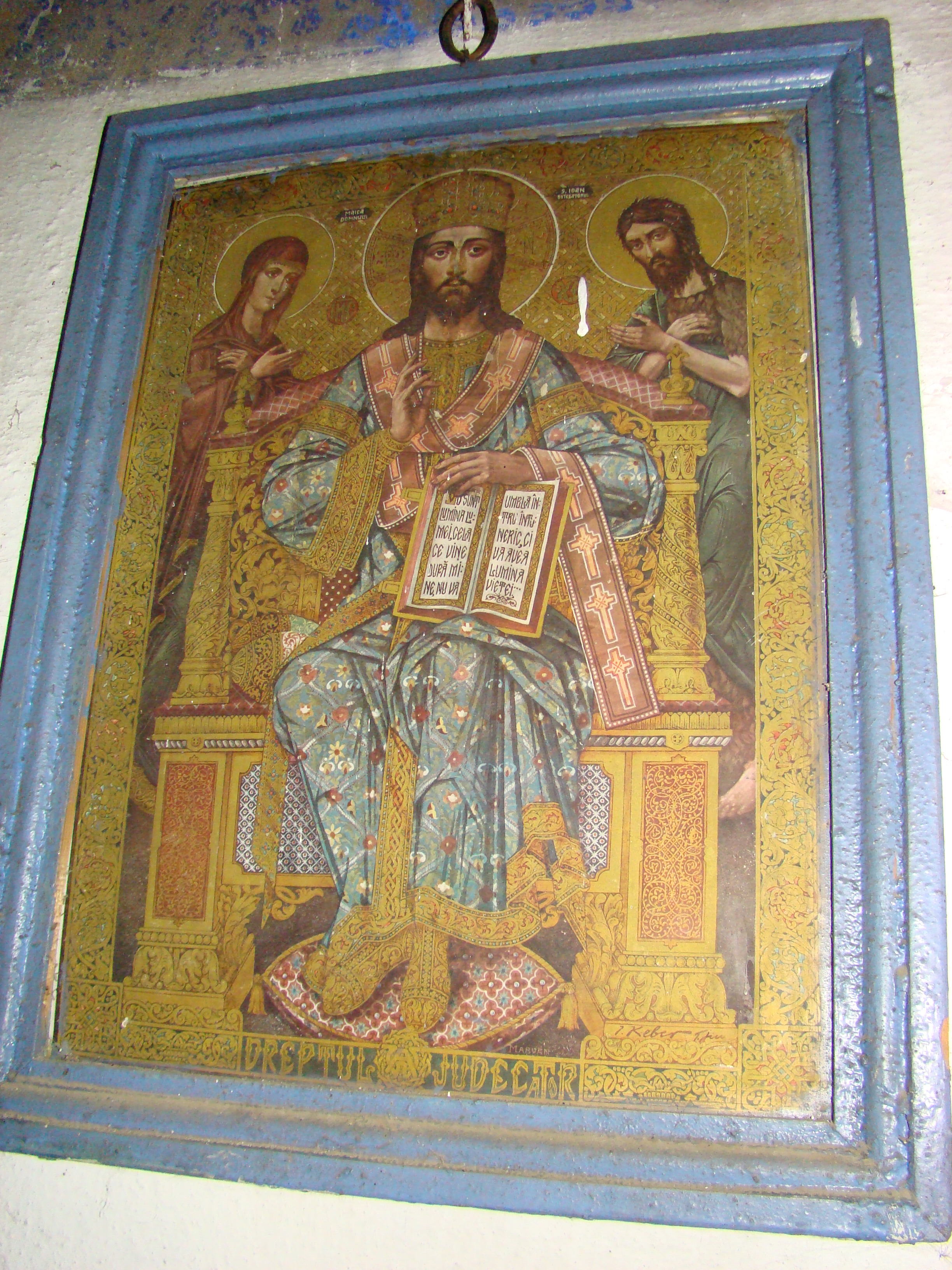
Dreptul judecător
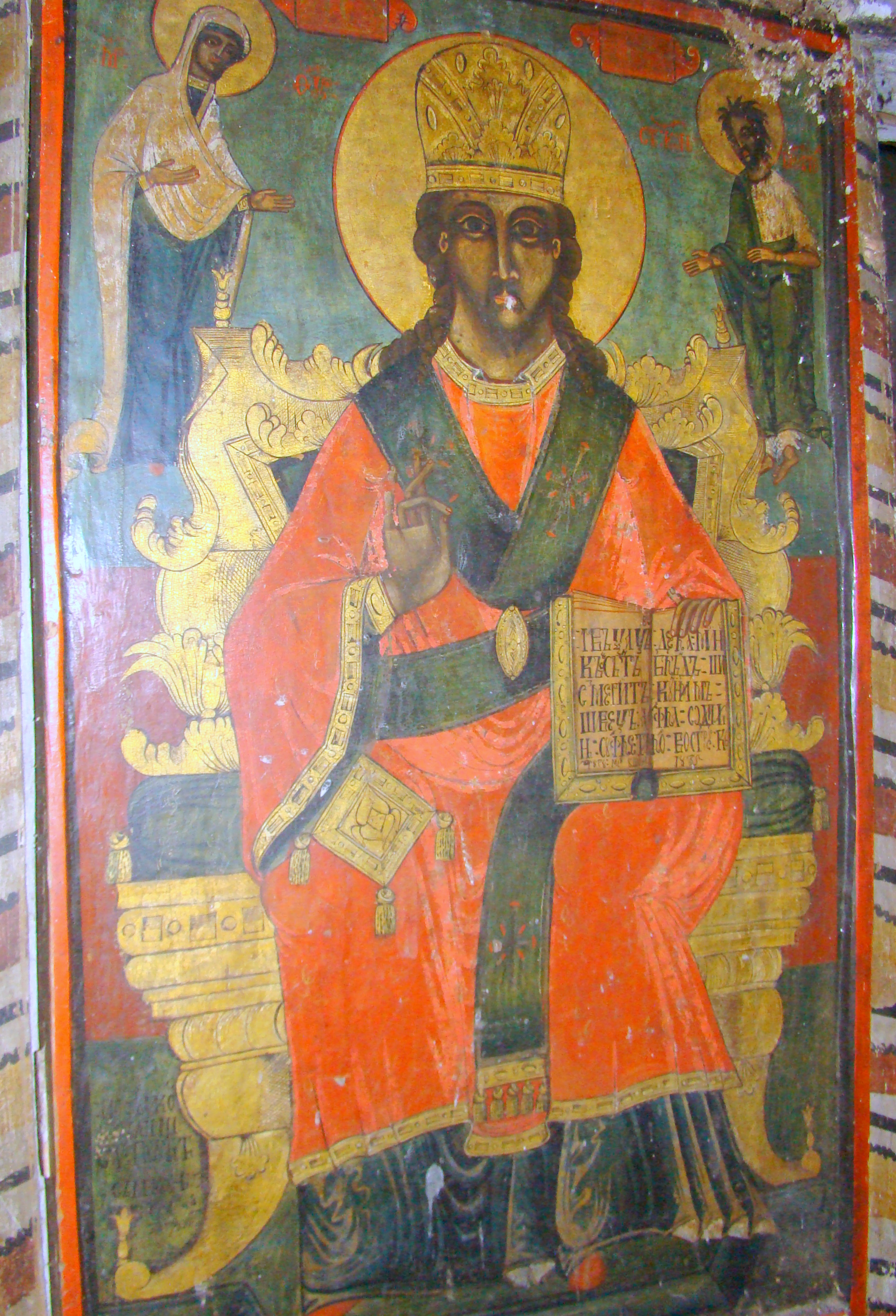
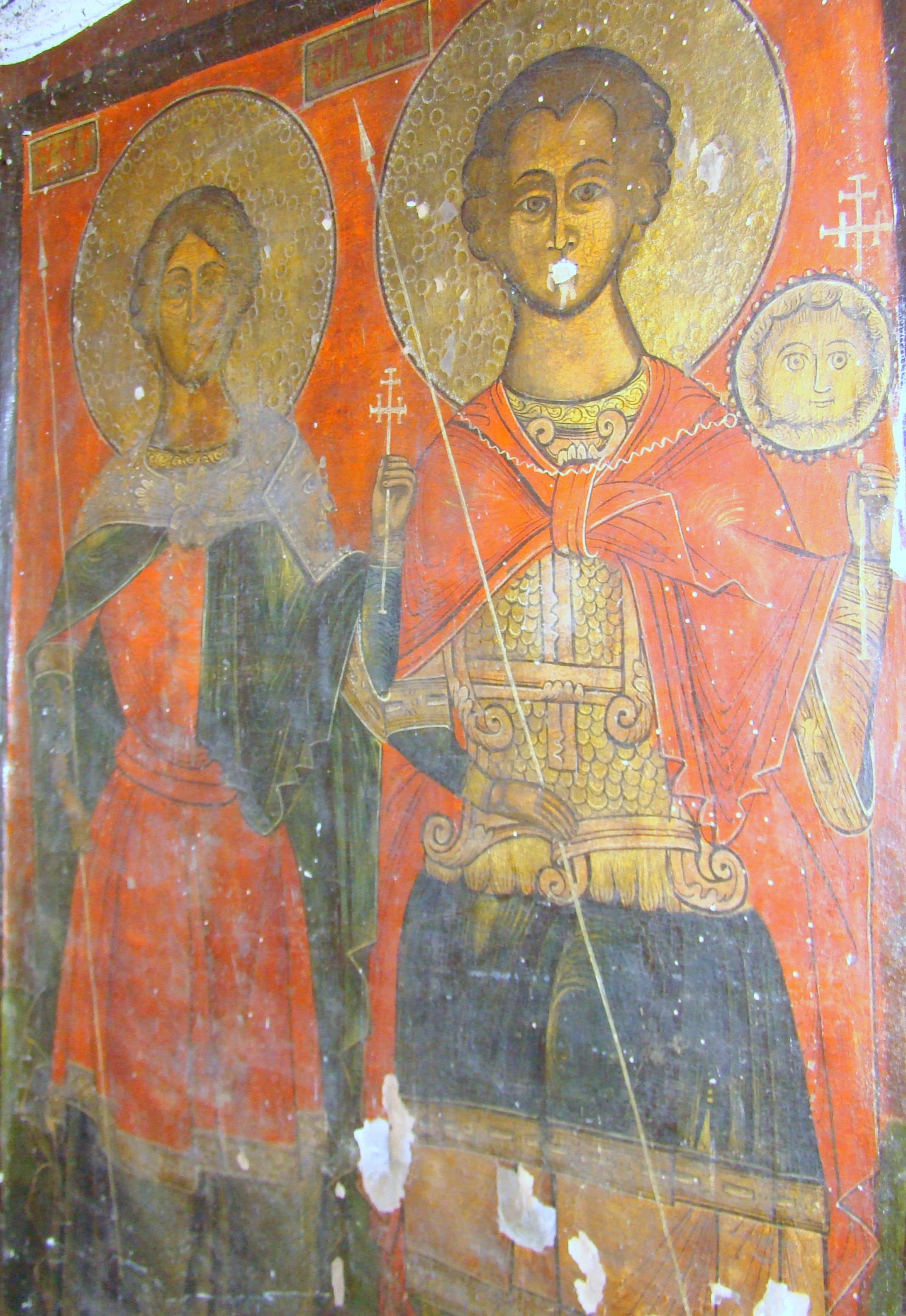
Sfinții Arhangheli
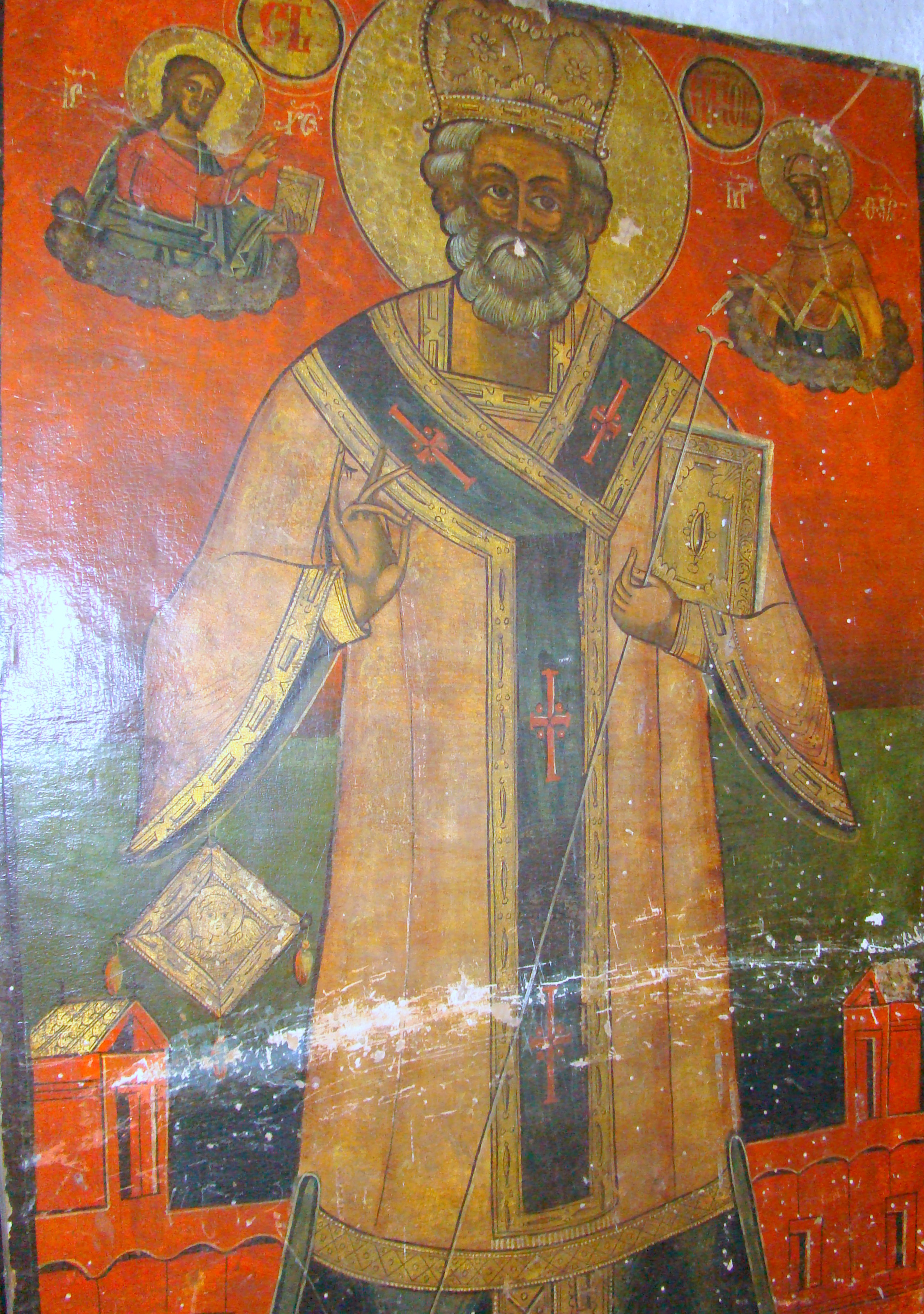
Icoana de hram
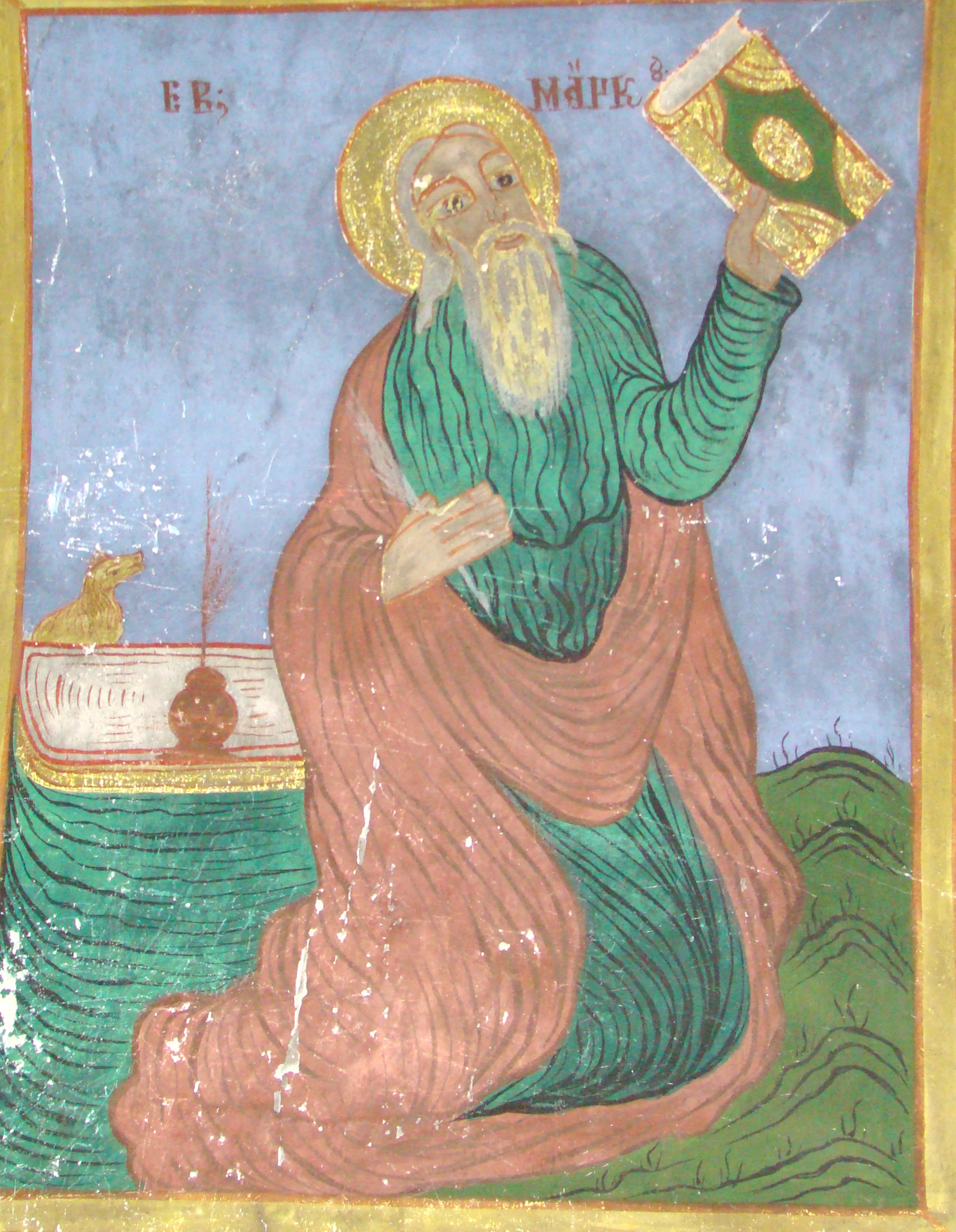
Sfântul Evanghelist Marcu
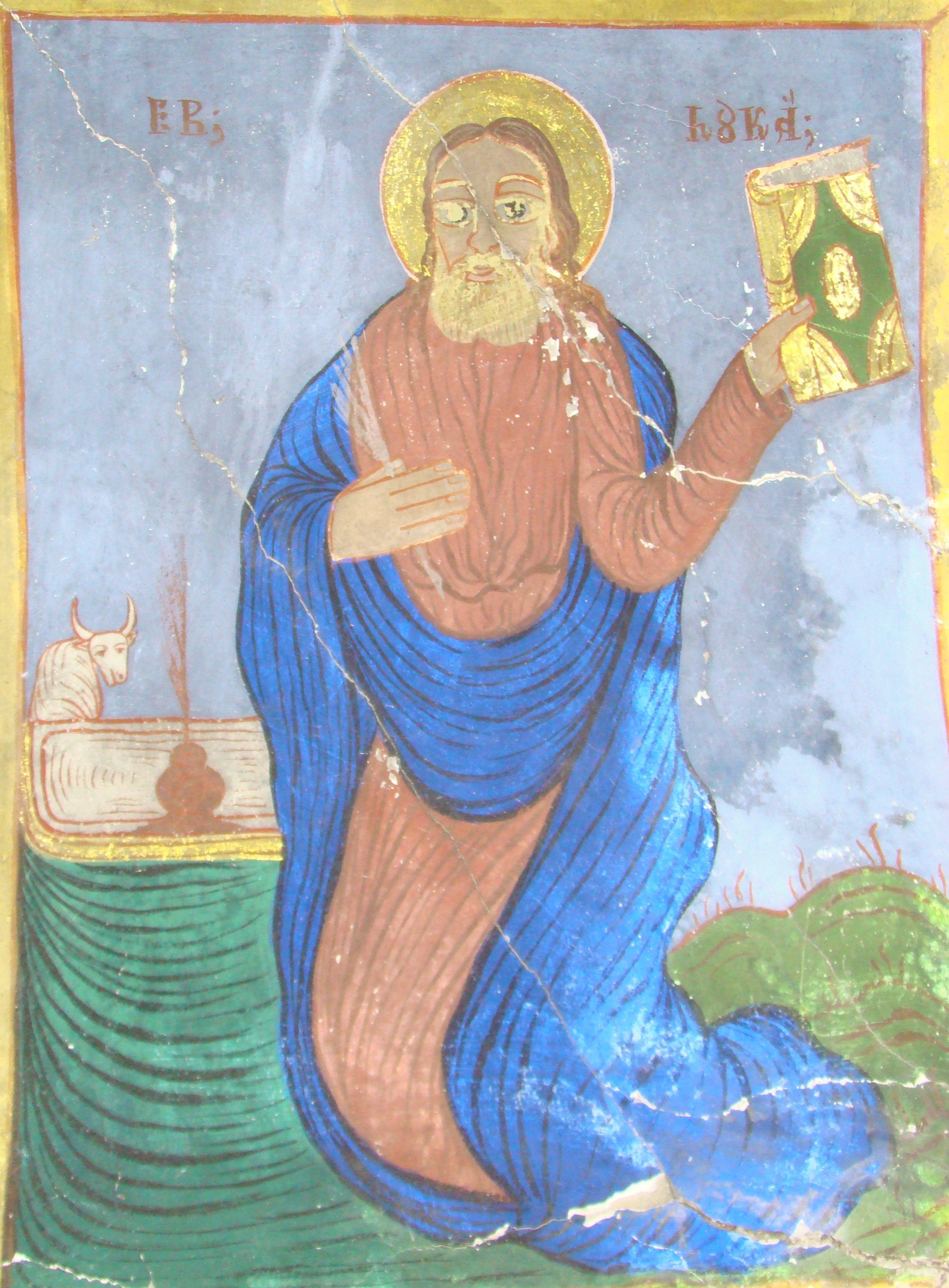
Sfântul Evanghelist Luca
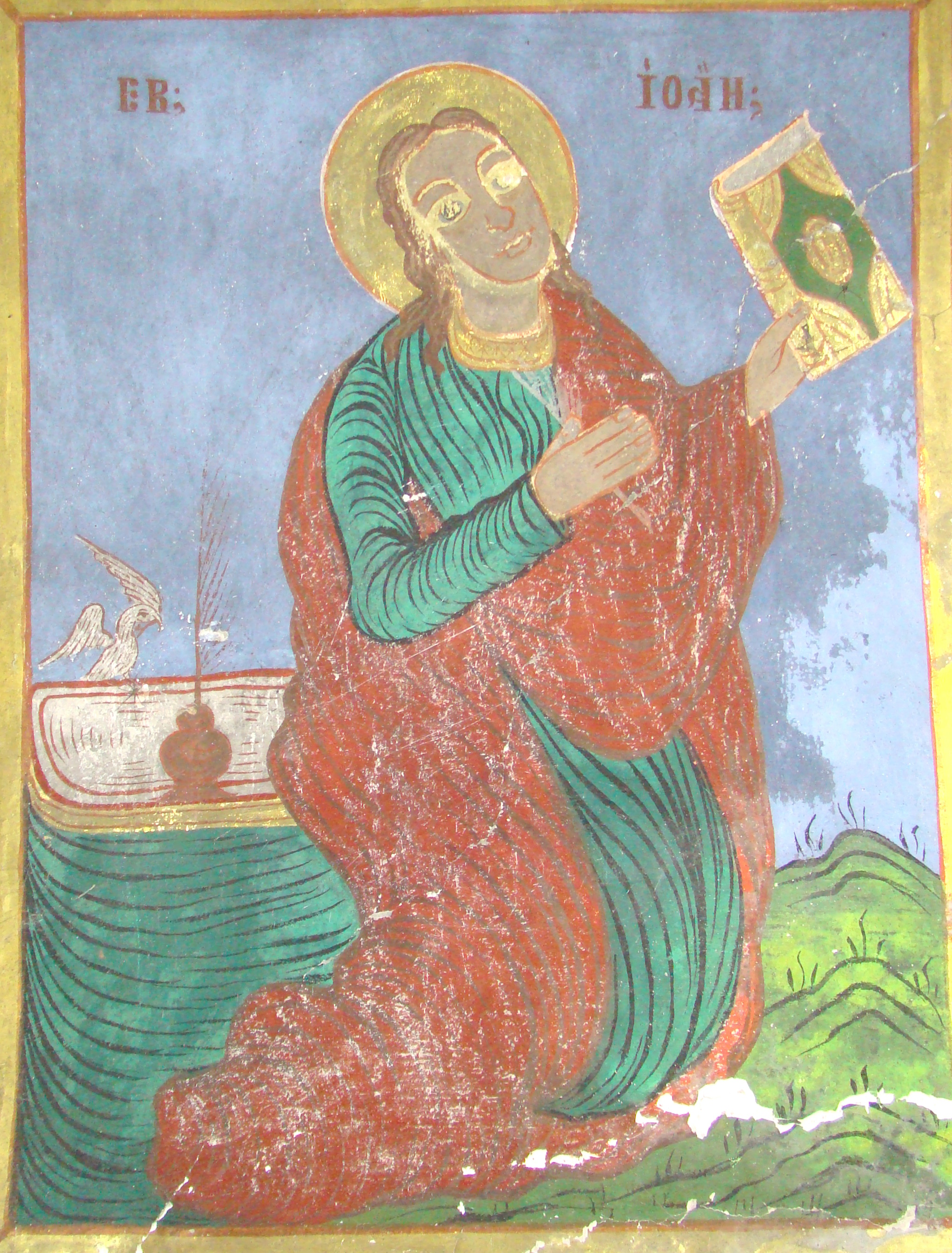
Sfântul Evanghelist Ioan
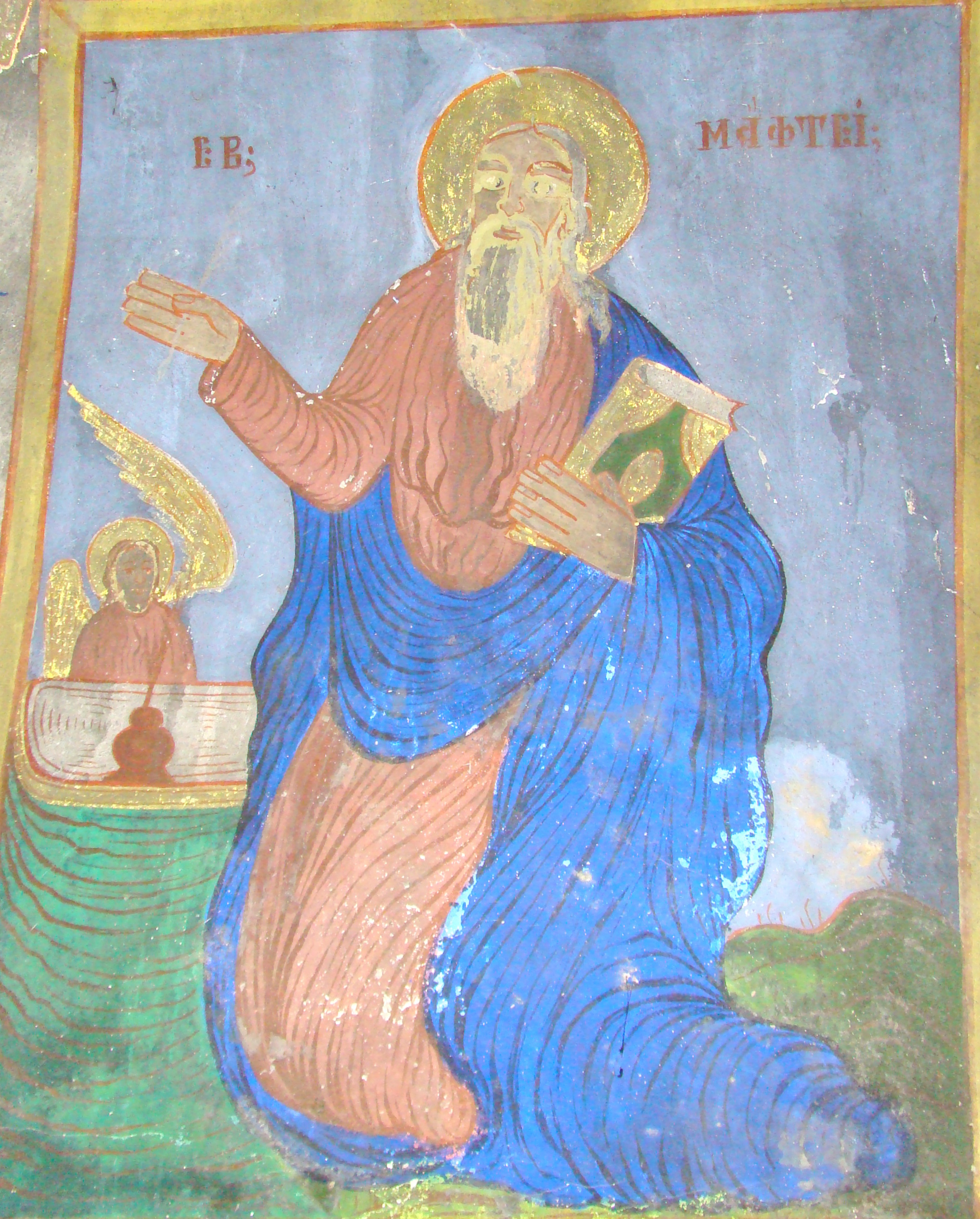
Sfântul Evanghelist Matei
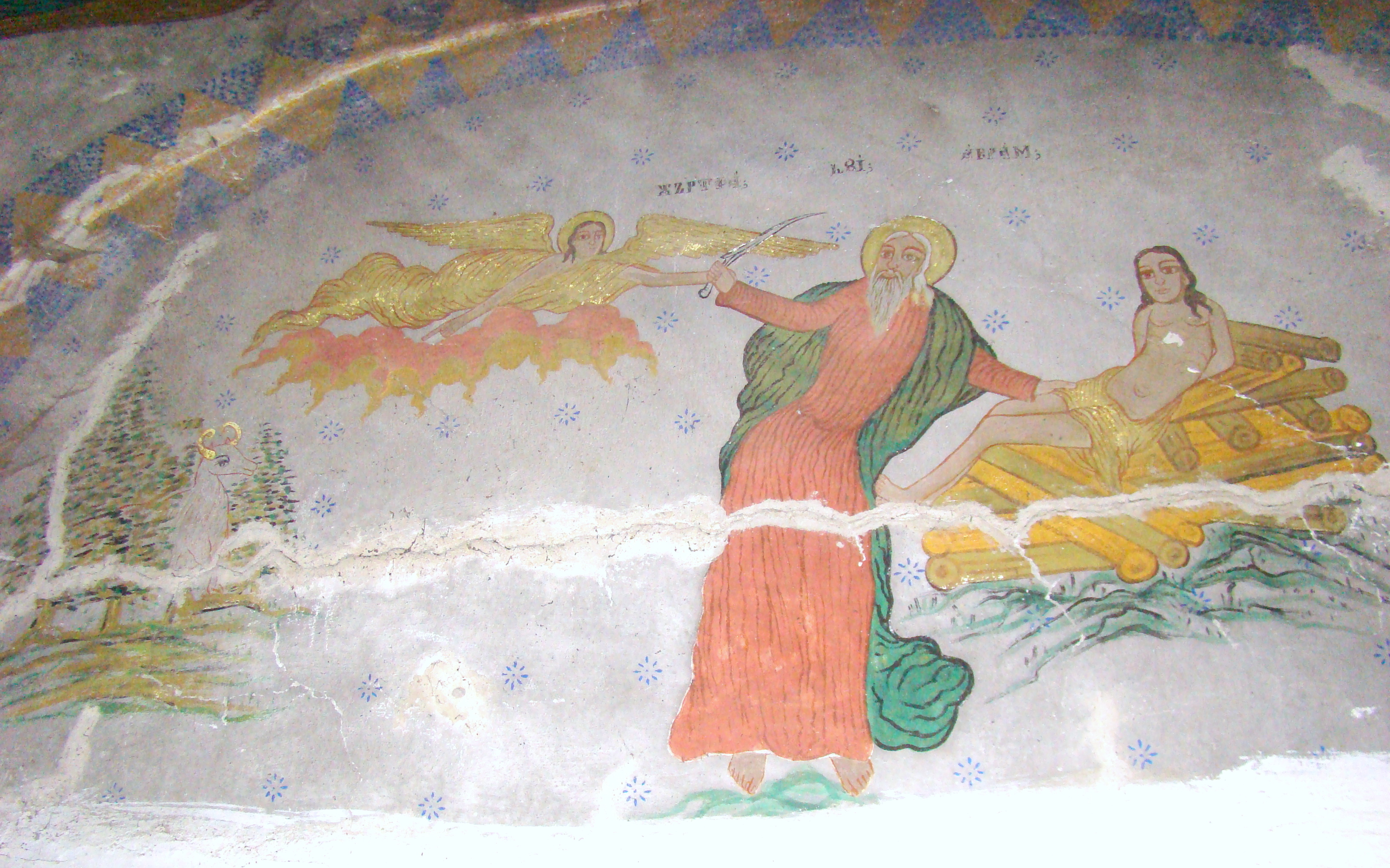
Jertfa lui Avraam
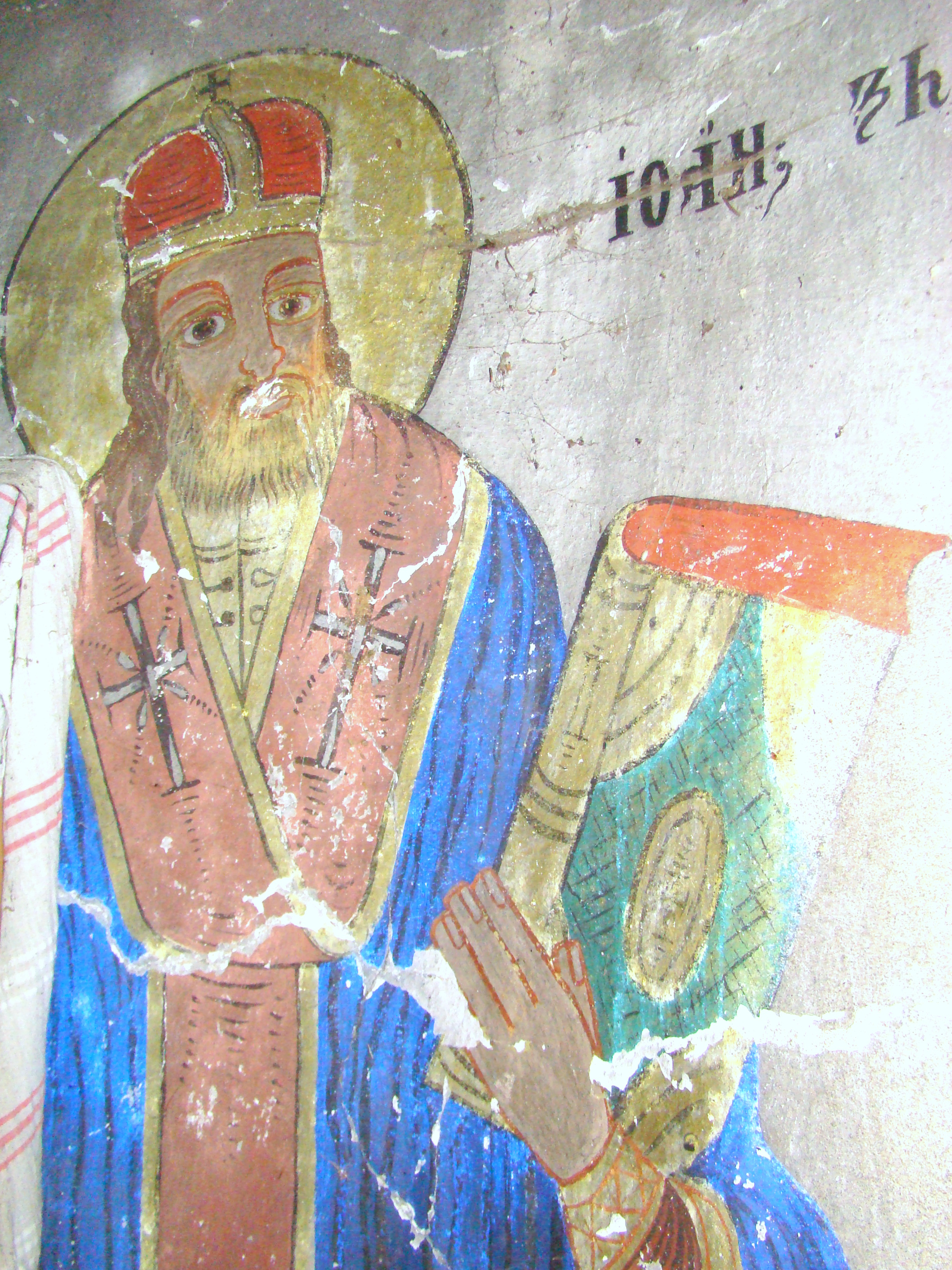
Sf. Ioan Gură de Aur
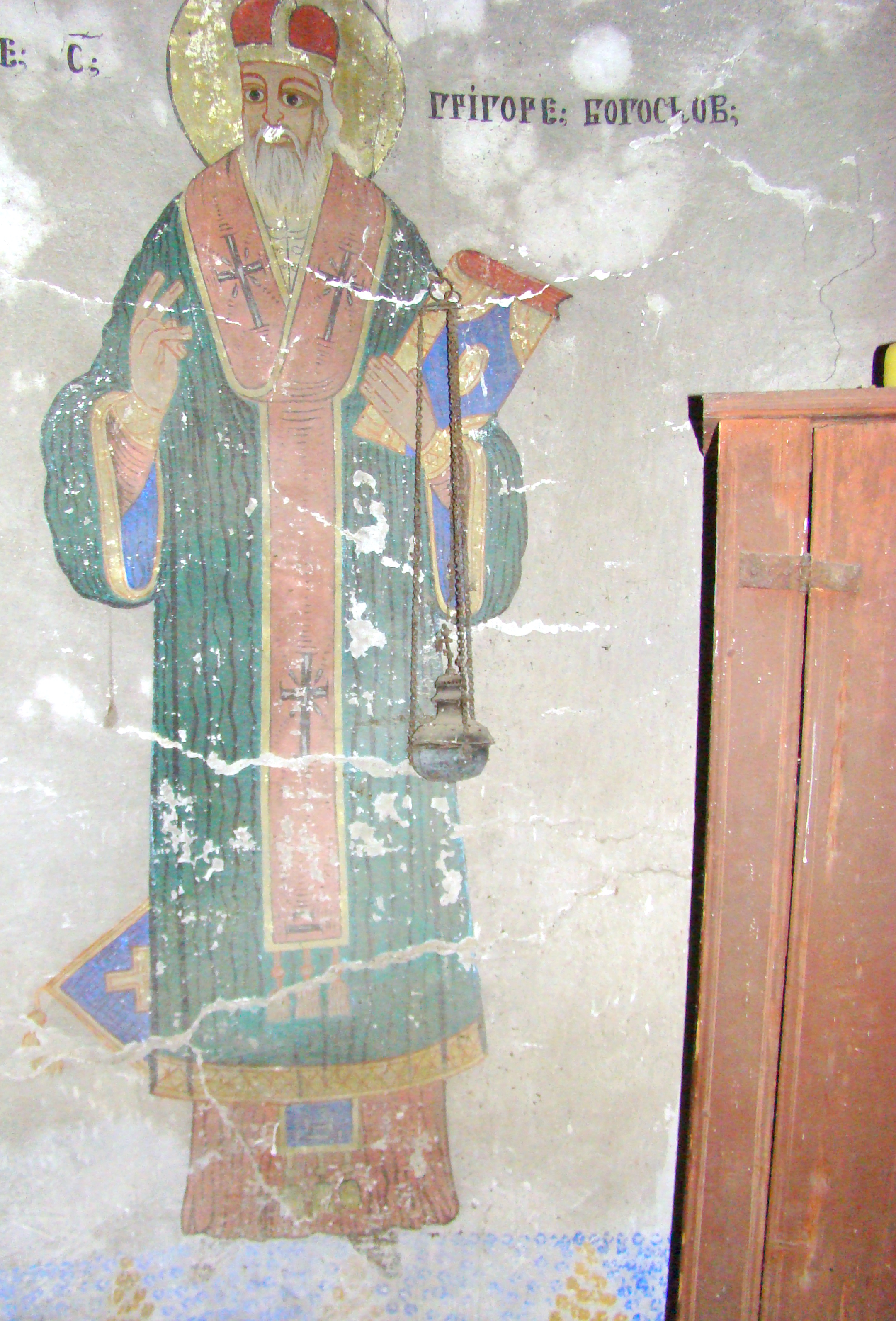
Sfântul Ierarh Grigorie Teologul
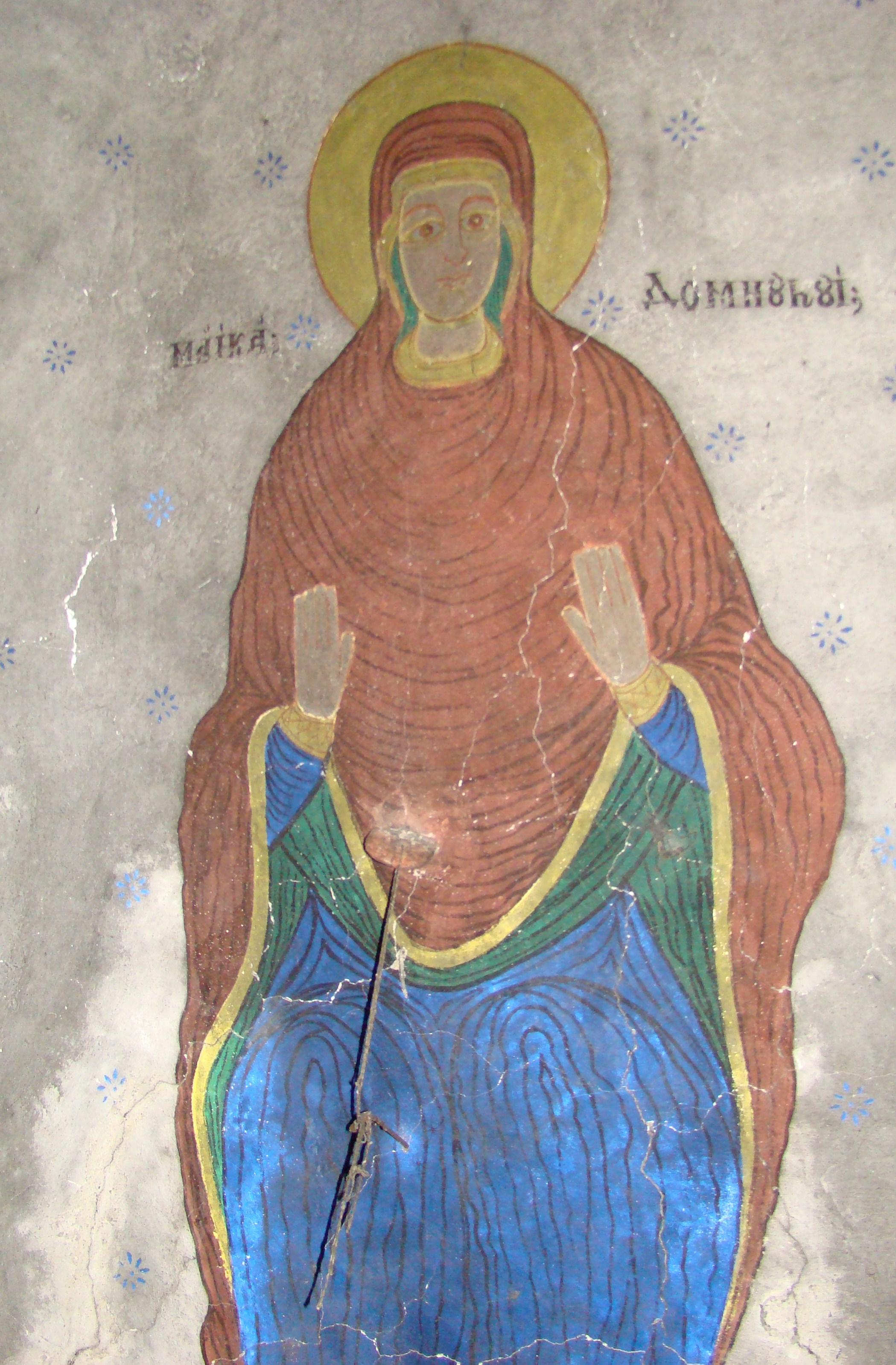
Maica Domnului
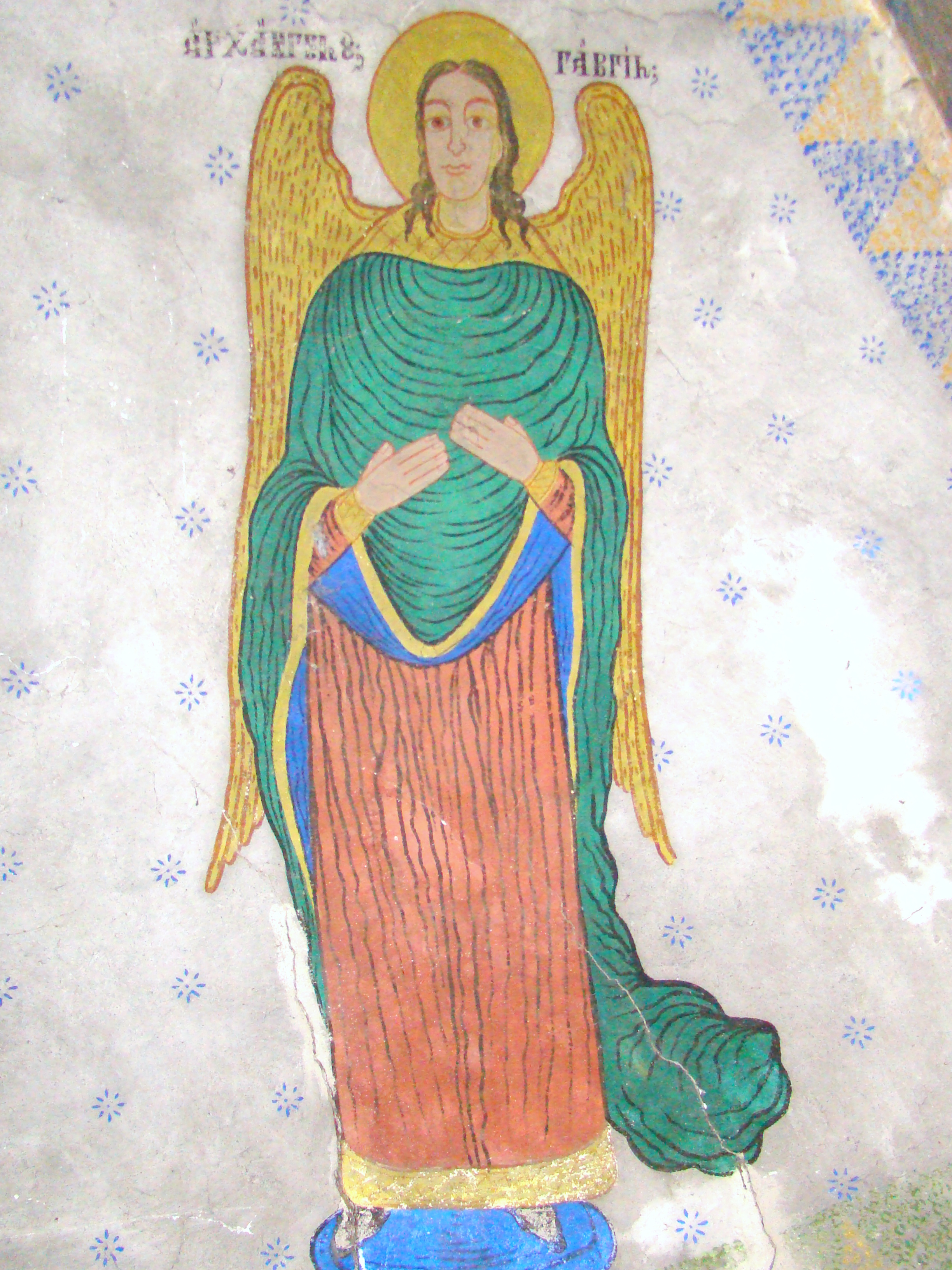
Arhanghelul Gavriil
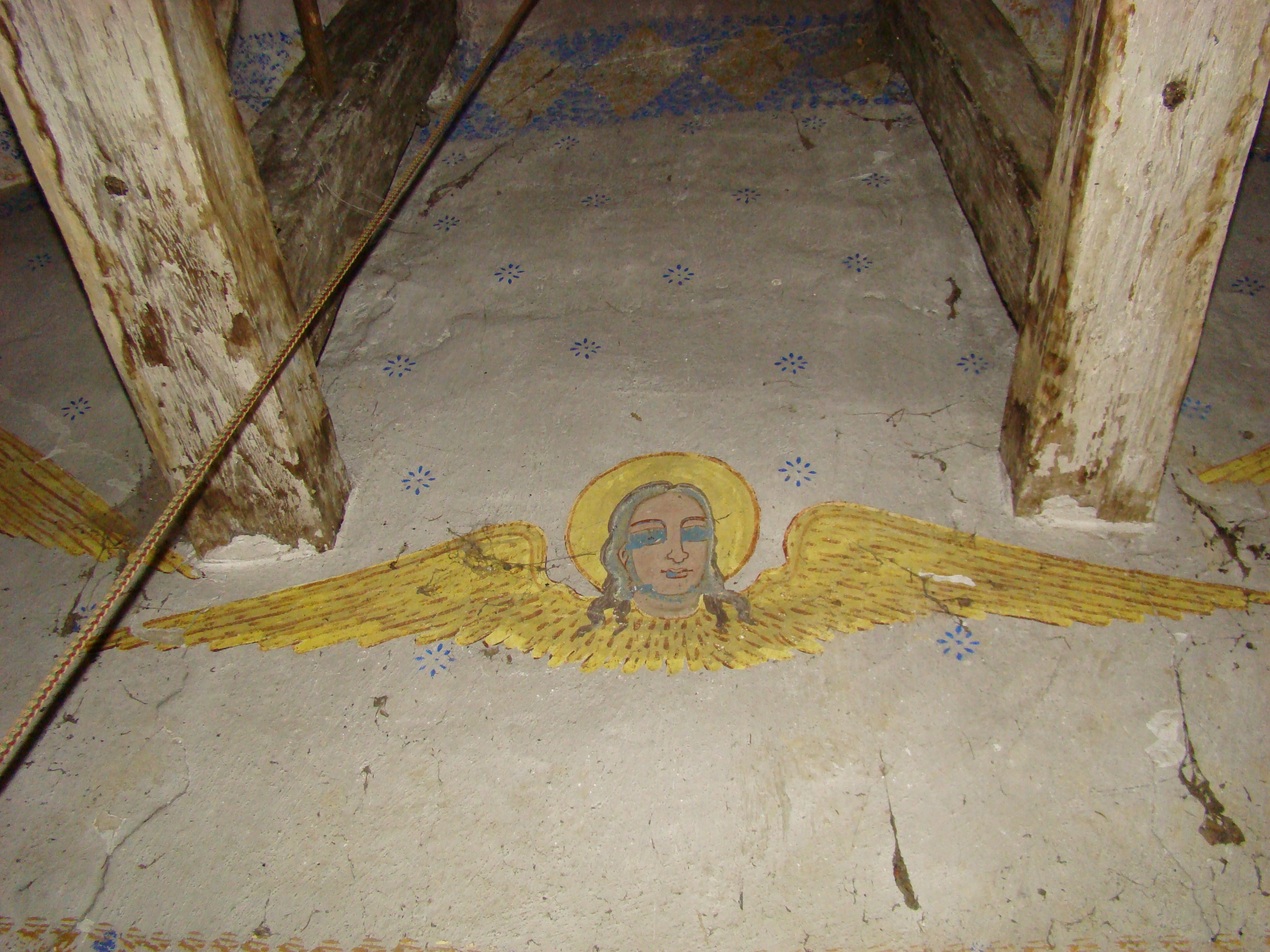
Heruvim